# Bien d'intérêt culturel (Espagne)
Pour les articles homonymes, voir Bic et Bien d'intérêt culturel.
Un bien d'intérêt culturel (BIC) (en espagnol : bien de interés cultural, en catalan : bé d'interès cultural, en basque : Kultura ondasun, en galicien : ben de interese cultural) est, en Espagne, un bien meuble ou immeuble ou une manifestation immatérielle reconnus pour leur intérêt artistique, historique, paléontologique, archéologique, ethnographique, scientifique ou technique qui fait bénéficier ce bien d'un statut de protection relevant du patrimoine historique espagnol.
Parmi les biens immeubles, on distingue les monuments historiques, les jardins historiques, les ensembles historiques, les sites historiques et les zones archéologiques. Les biens, connaissances ou activités qui relèvent du patrimoine ethnographique et les biens qui relèvent du patrimoine documentaire et bibliographique peuvent également faire l'objet d'une protection en tant que bien d'intérêt culturel.
C'est la loi 16/1985 du 25 juin 1985 sur le patrimoine historique espagnol, dite loi LPHE, qui régit la déclaration d'un bien en tant que bien d'intérêt culturel. Le registre des biens d'intérêt culturel est géré par le ministère espagnol chargé de la Culture. Les communautés autonomes sont associées à la procédure de déclaration, elles ont élaboré leur propre législation et gèrent le plus souvent leur propre registre de biens culturels.

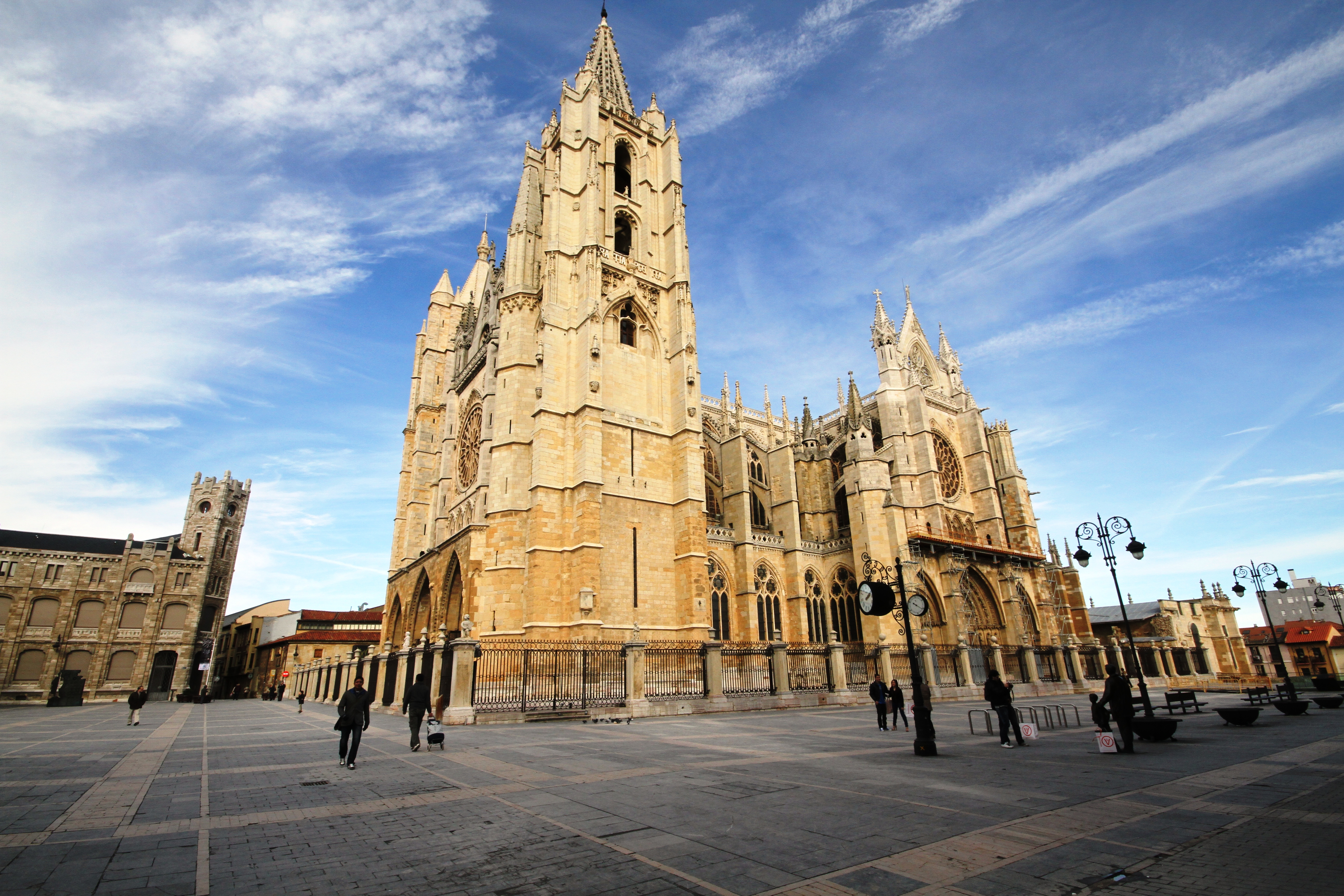
Cathédrale de León.
Monument historique depuis 1884. Il porte le n° RI-51-0000001.

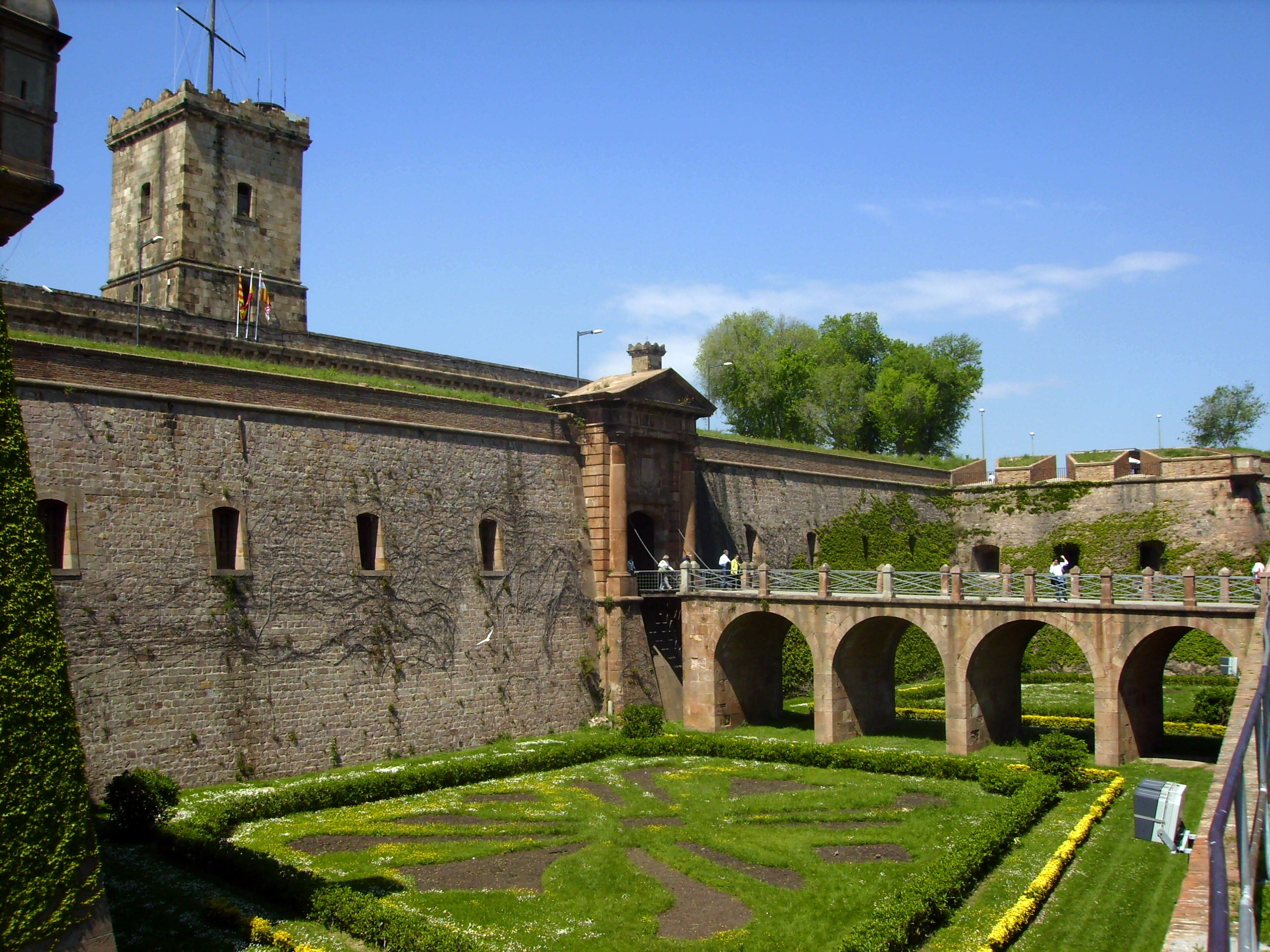
Château de Montjuïc de Barcelone.
Monument historique depuis 1988.

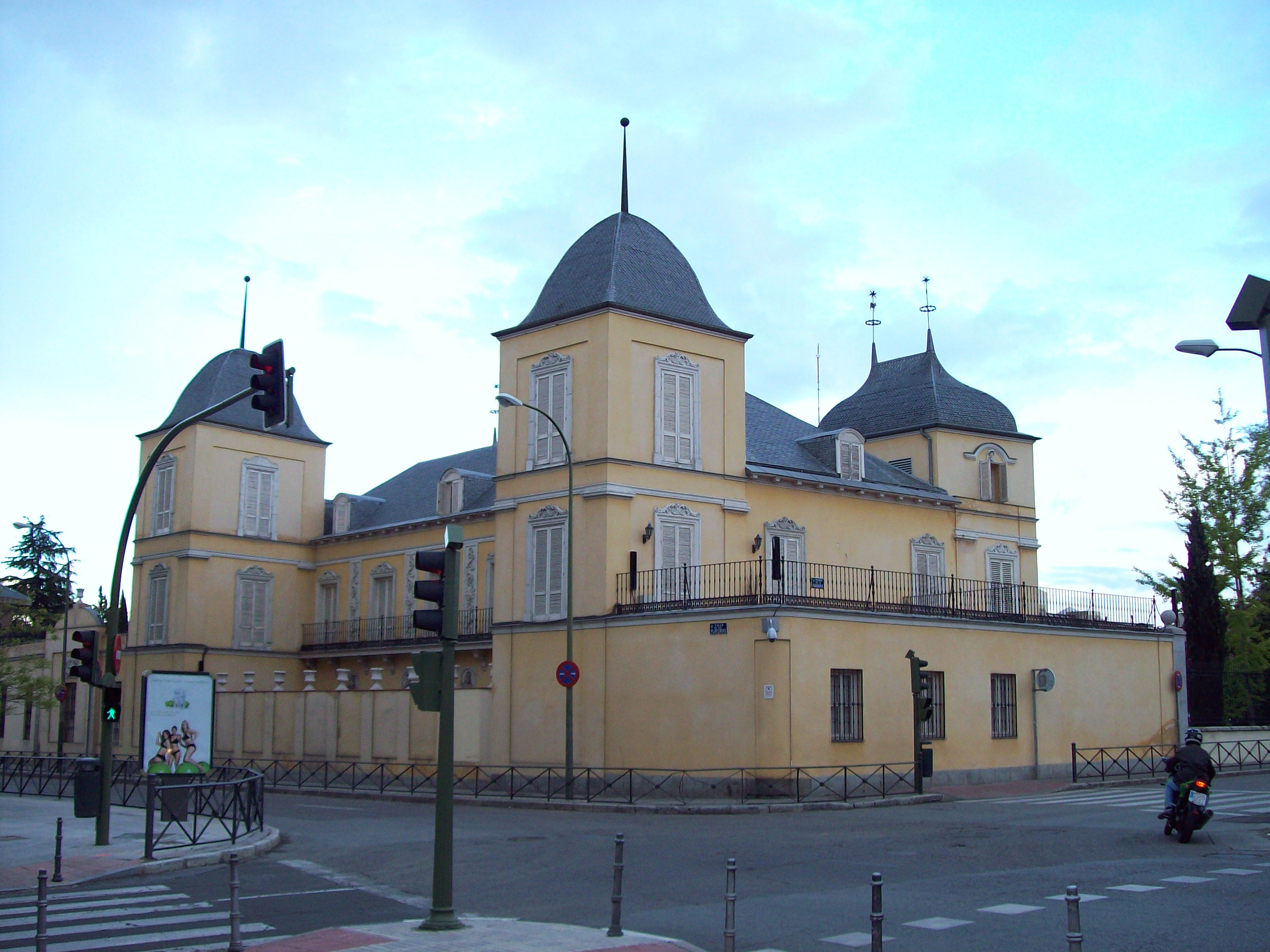
Le palais des ducs de Pastrana ou Palais Gilhou, à Madrid, bien d'intérêt culturel depuis 1979.

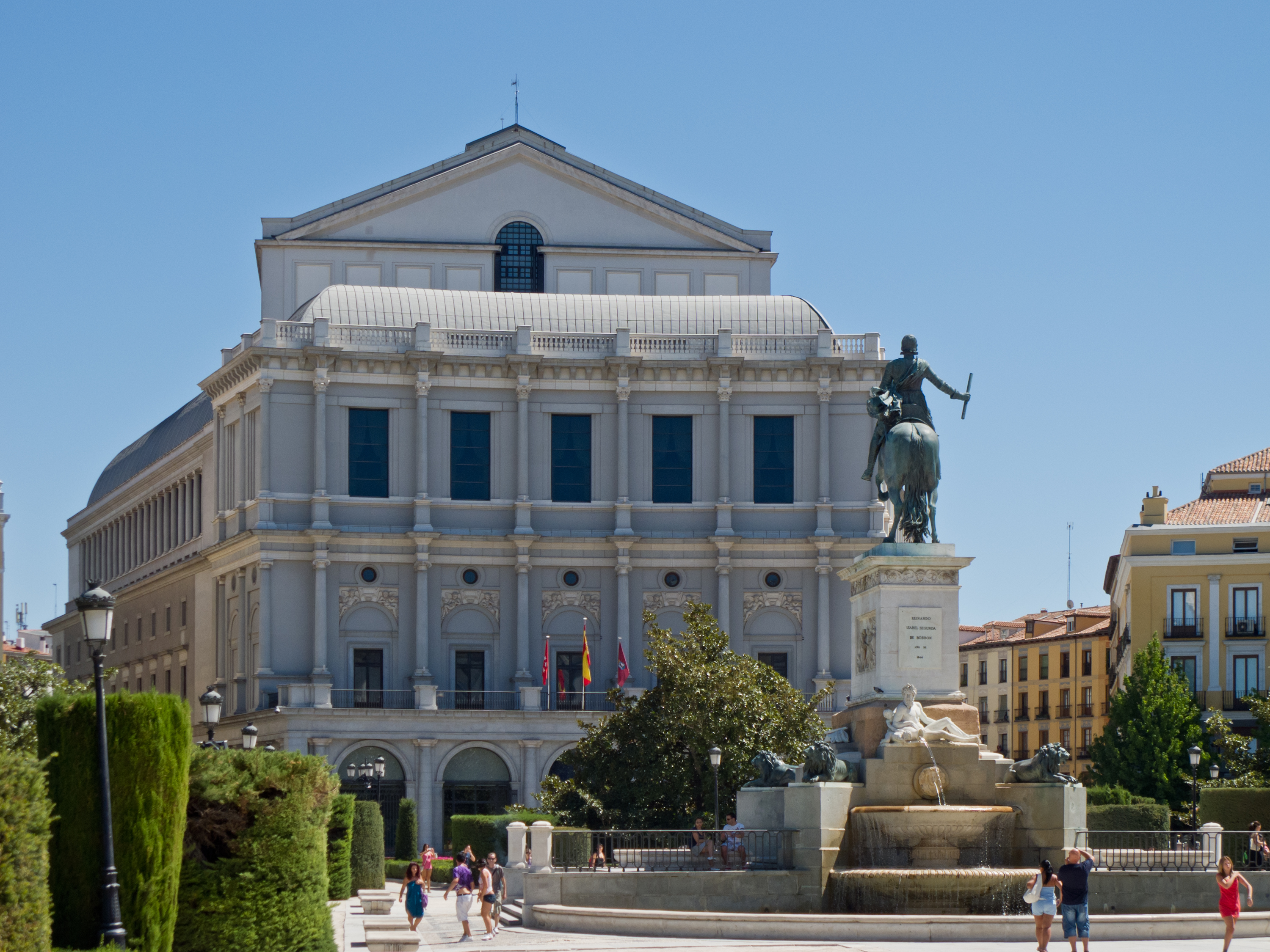
Teatro Real de Madrid.
Monument historique depuis 1993.

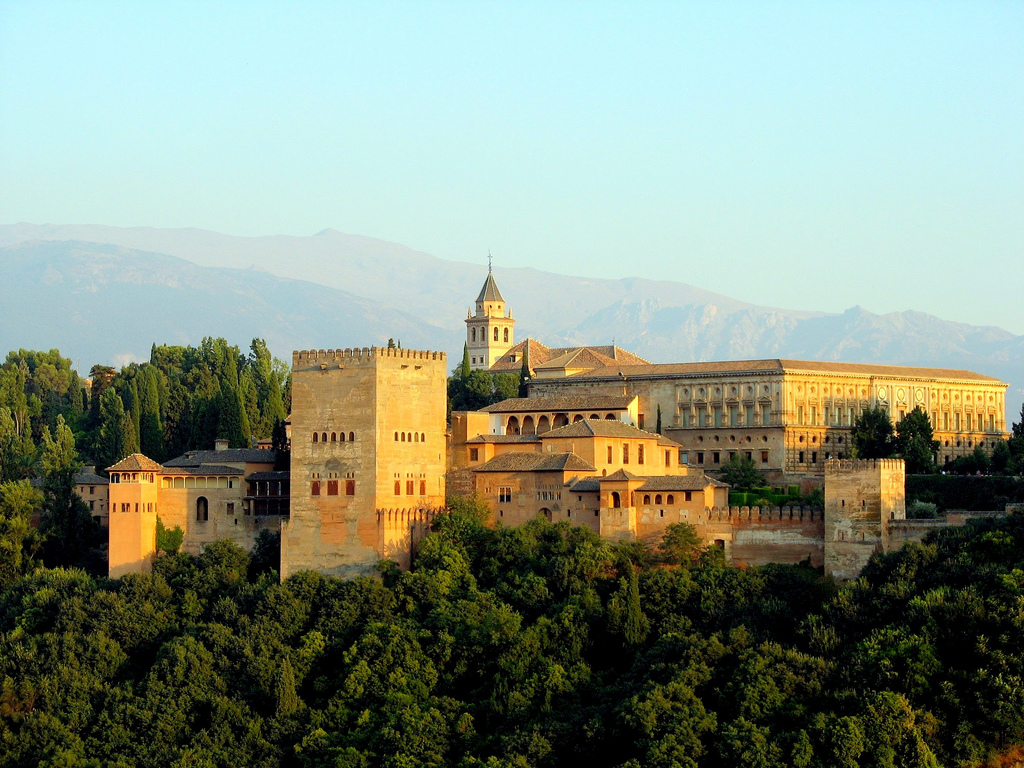
Alhambra de Grenade.
Monument historique depuis 2004.

## Concept et réglementation

### Histoire
L'ordonnance royale du 6 juin 1803 de Charles IV est le premier texte qui établit en Espagne le concept de monument. La loi du 4 mars 1915 légifère sur les monuments nationaux architecturaux et artistiques. Le décret-loi royal du 9 août 1926 met sous la tutelle et la protection de l'État les biens du trésor artistico-archéologique national. Il permet la protection de tous les biens, meubles et immeubles, qui font partie du trésor artistique, ce qui n'était pas le cas dans la législation antérieure. La Seconde République a produit plusieurs textes importants. C'est le cas notamment de la Constitution de 1931 qui introduit pour la première fois en droit constitutionnel espagnol la protection du patrimoine historique et de la loi du 13 mai 1933 sur la défense, la conservation et l'accroissement du patrimoine historico-artistique national.
La loi actuellement en vigueur en Espagne est la loi 16/1985 du 25 juin 1985 sur le patrimoine historique espagnol,. Elle décrit les différentes catégories de biens d'intérêt culturel et précise la procédure de déclaration légale.
Plus tard cette protection de portée maximale a été progressivement assumée par les législations des communautés autonomes qui participent à l'ouverture des enregistrements et des études sous le contrôle du ministère espagnol de la Culture afin d'établir la déclaration définitive. Dans certaines communautés, comme la Catalogne et la communauté autonome du Pays basque, la dénomination peut changer, Bien culturel d'intérêt national (Bé Cultural d'Interès Nacional) en Catalogne ou Bien qualifié (Bien calificado) au Pays basque, mais le processus de déclaration reste le même.

### Définition officielle

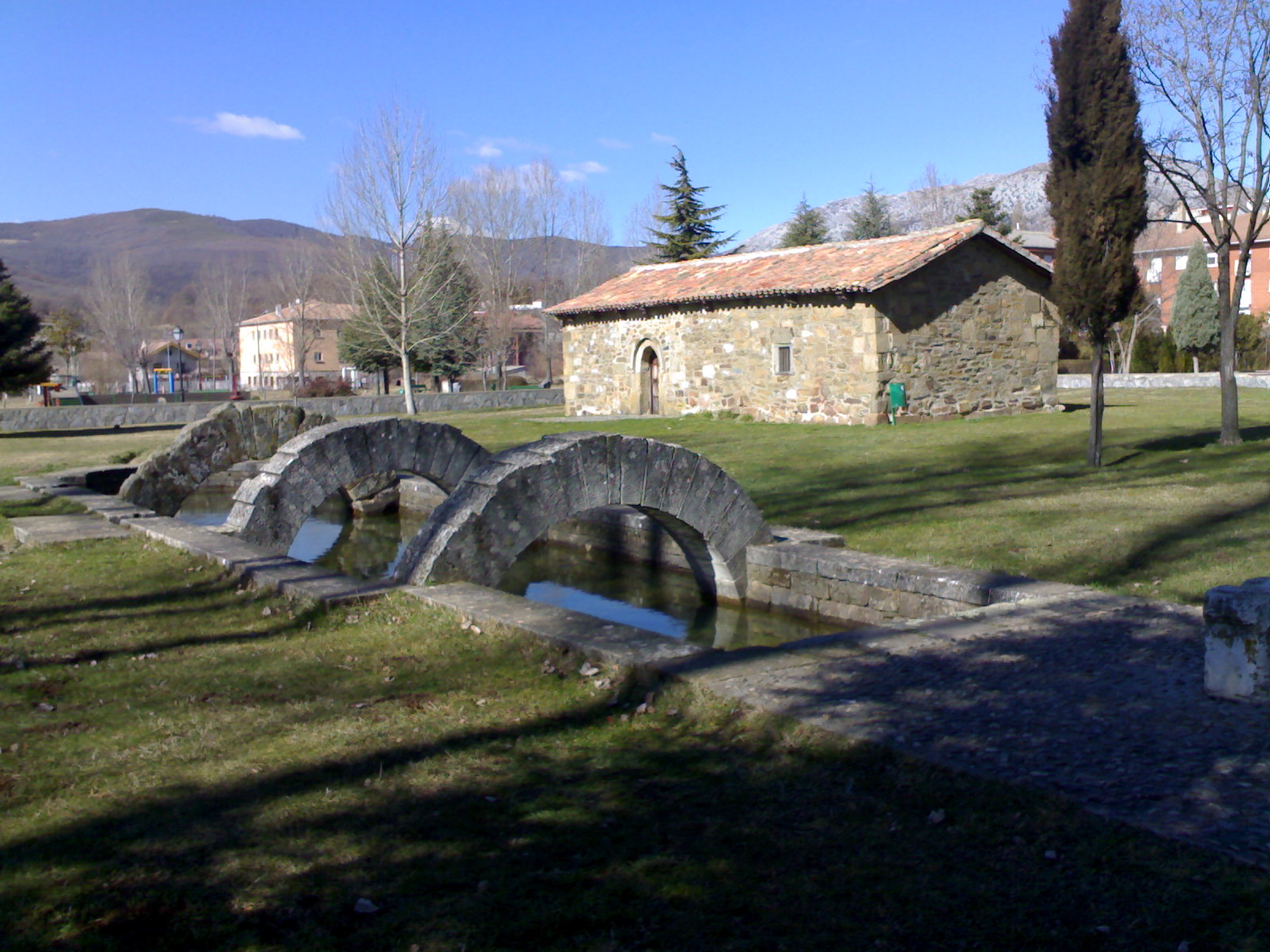
Fontes Tamarici, Velilla del Río Carrión.
Monument historique depuis 1961.

Selon la loi du 25 juin 1985, fait partie du patrimoine historique espagnol tout bien immobilier ou mobilier présentant un intérêt artistique, historique, paléontologique, archéologique, ethnographique, scientifique ou technique. C'est également le cas du patrimoine documentaire et bibliographique, des zones archéologiques, des sites naturels, jardins et parcs, qui ont une valeur artistique, historique ou anthropologique. Les biens doivent être inventoriés ou déclarés d'intérêt culturel selon les modalités prévues par la loi.
« 1. Sont objets de la présente loi la protection, l'accroissement et la transmission aux générations futures du patrimoine historique espagnol. 

2. Intègrent le patrimoine historique espagnol les immeubles et objets meubles ayant un intérêt artistique, historique, paléontologique, archéologique, ethnographique, scientifique ou technique. De même en font partie le patrimoine documentaire et bibliographique, les sites et zones archéologiques, ainsi que les sites naturels, jardins et parcs qui ont une valeur artistique, historique ou anthopologique.

3.  Les biens les plus éminents du patrimoine historique espagnol doivent être inventoriés ou déclarés d'intérêt culturel suivant les conditions prévues par la présente loi. »
— Article 1 de la loi du 25 juin 1985.

### Effets de la déclaration comme BIC

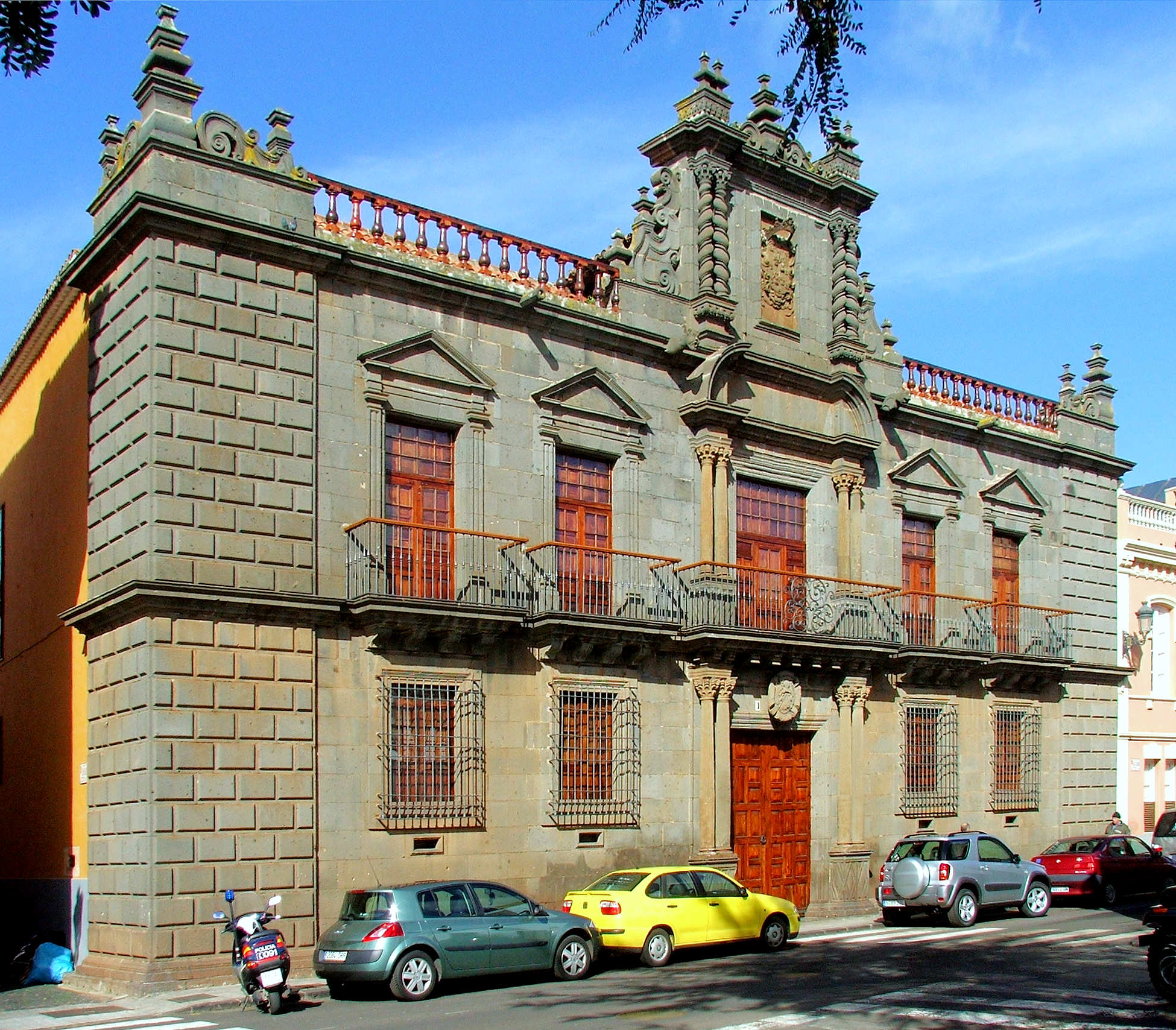
Le palais de Nava, à San Cristobal de La Laguna (îles Canaries), Bien culturel depuis 1976.

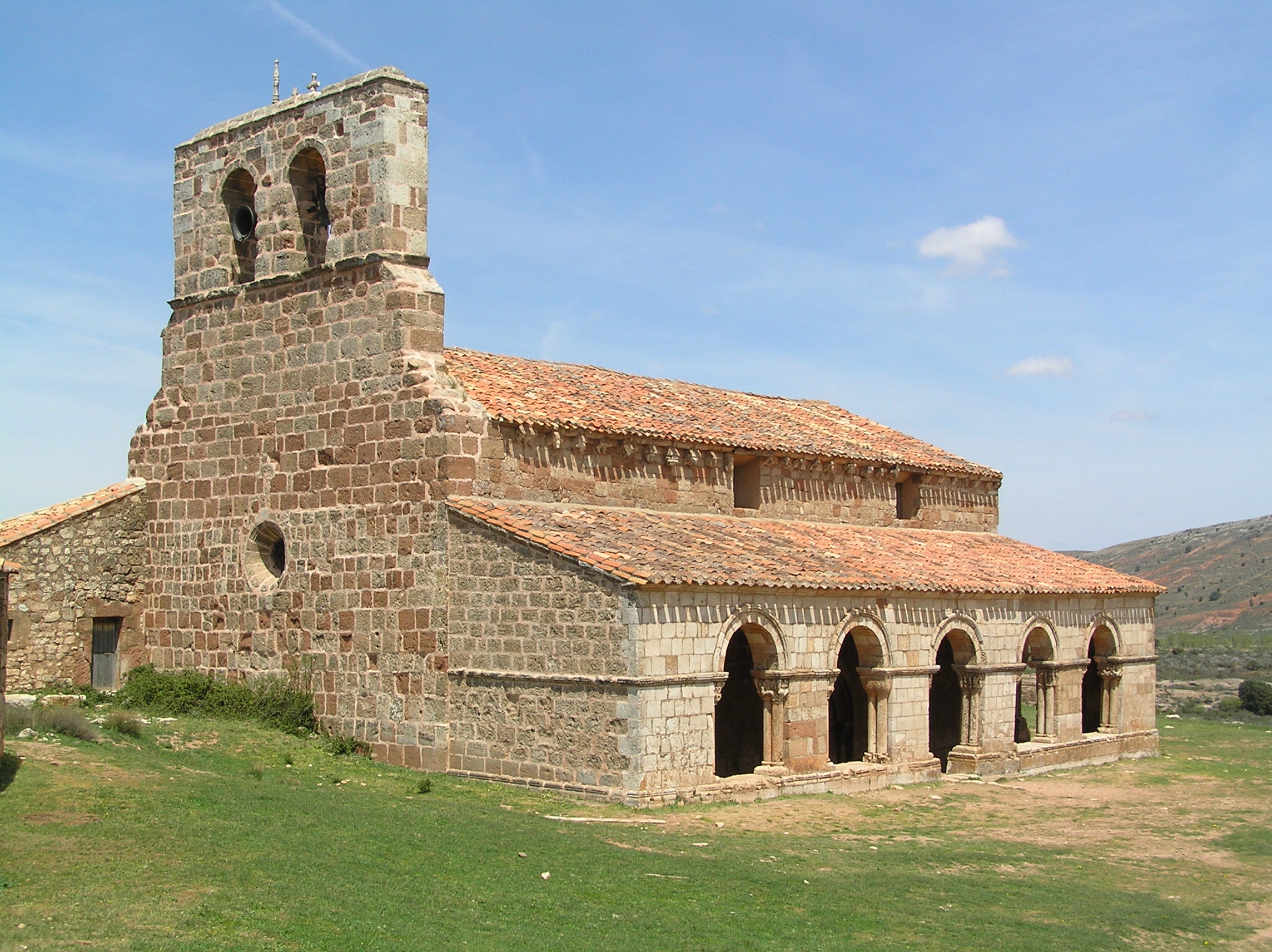
Chapelle Sainte-Marie de Tiermes, XII, de style roman. Bien culturel depuis 1982.

Un bien culturel, après avoir été déclaré comme BIC :
- est d'utilité publique (dominio público). Il faut distinguer utilité publique de propriété privée ; ainsi un particulier peut être propriétaire d'un BIC, mais l'administration en protègera la valeur artistique, historique et spirituelle ;
- il requiert des autorisations pour la réalisation quelconque travaux ou modifications, tant pour les immeubles que pour les biens meubles (une peinture par exemple), c'est-à-dire qu'une autorisation sera nécessaire par exemple pour restaurer une peinture ou pour peindre la façade d'un bâtiment déclaré comme BIC ;
- est assujetti à l'obligation d'en faciliter l'inspection, la visite publique et la recherche. Si le BIC est une propriété privée, le propriétaire devra faciliter sa visite un certain nombre de jours par mois (en général quatre). Par exemple, un château devra être ouvert au public certains jours dans le mois, en accord préalable avec l'administration ;
- bénéficie d'avantages fiscaux. Le propriétaire d'un BIC peut recevoir des aides pour la maintenance, la restauration du bien, etc. ;
- est inséparable de son environnement et est in-exportable. Cela inclut les biens meubles (peintures, joyaux, etc.) qu'il est illégal de sortir du pays ;
- dès le début de l'engagement de la procédure, tous les permis de construire déjà accordés sont suspendus ;
- dans le cas d'immeubles, il est obligatoire de rédiger un plan spécial ou de les protéger avec toute autre figure de la planification.

## Catégories de biens
La loi prévoit plusieurs catégories de classement pour la déclaration d'un bien d'intérêt culturel.

### Biens immeubles

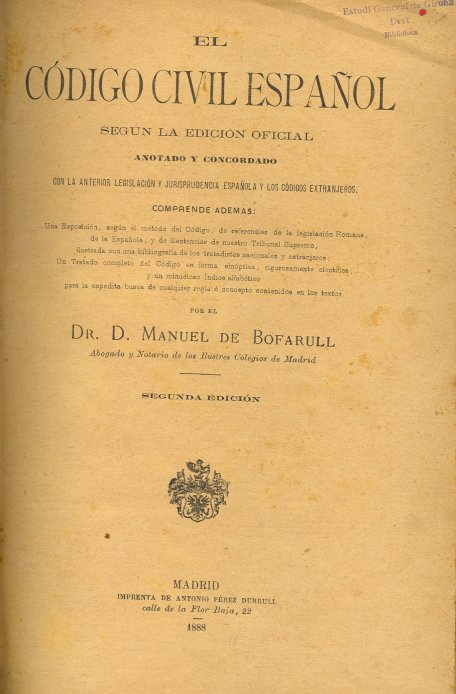
Couverture du code civil espagnol, édition de 1888.

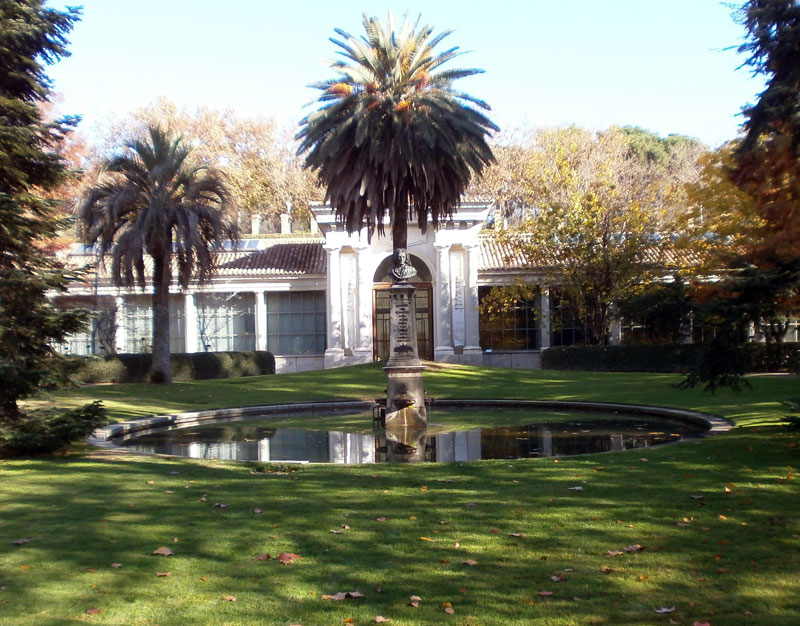
Jardin botanique royal de Madrid.
Jardin historique depuis 1942.

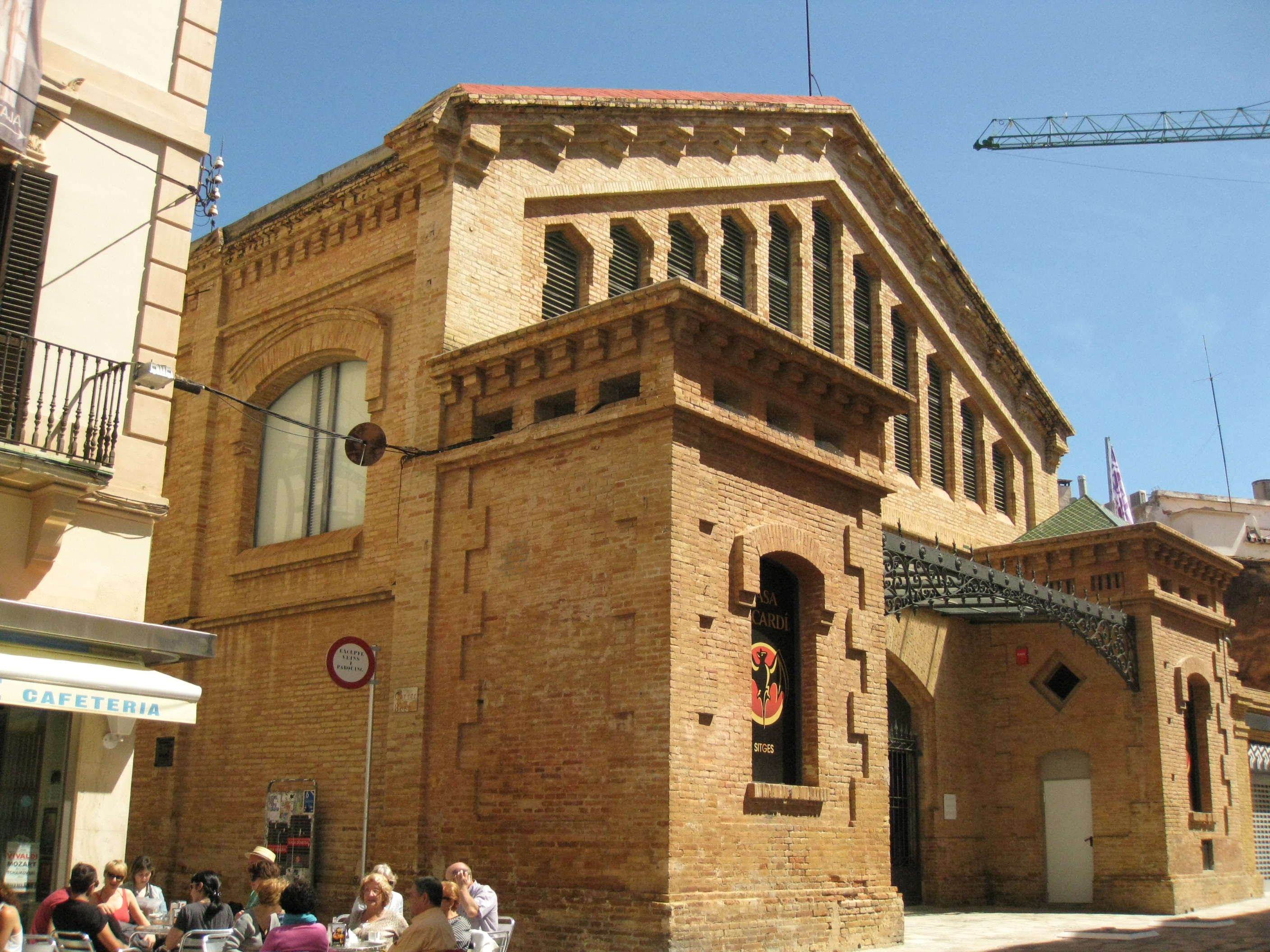
Le quartier ancien de Sitges.
Ensemble historique depuis 1972.

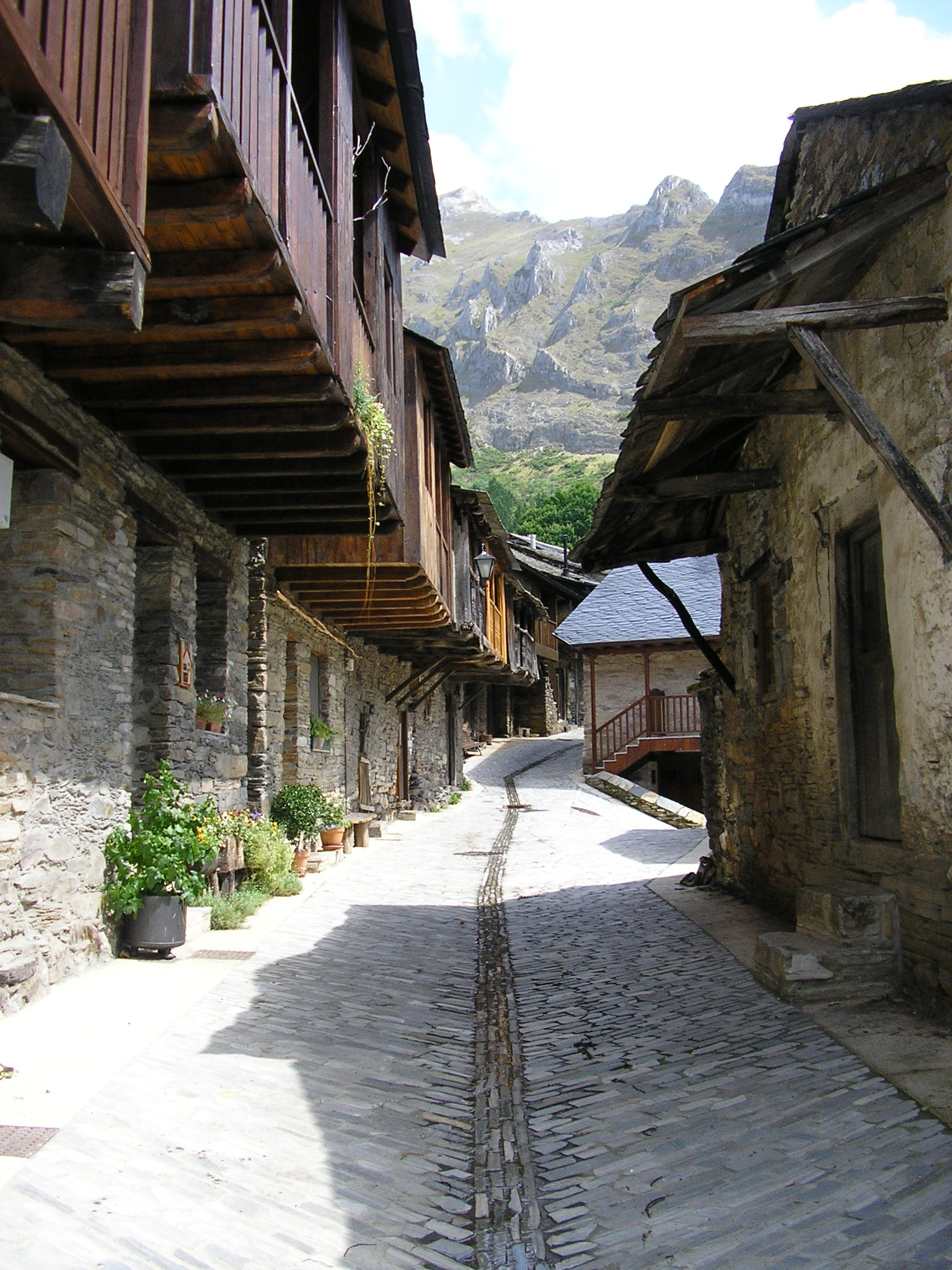
Peñalba de Santiago.
Site historique depuis 2008.

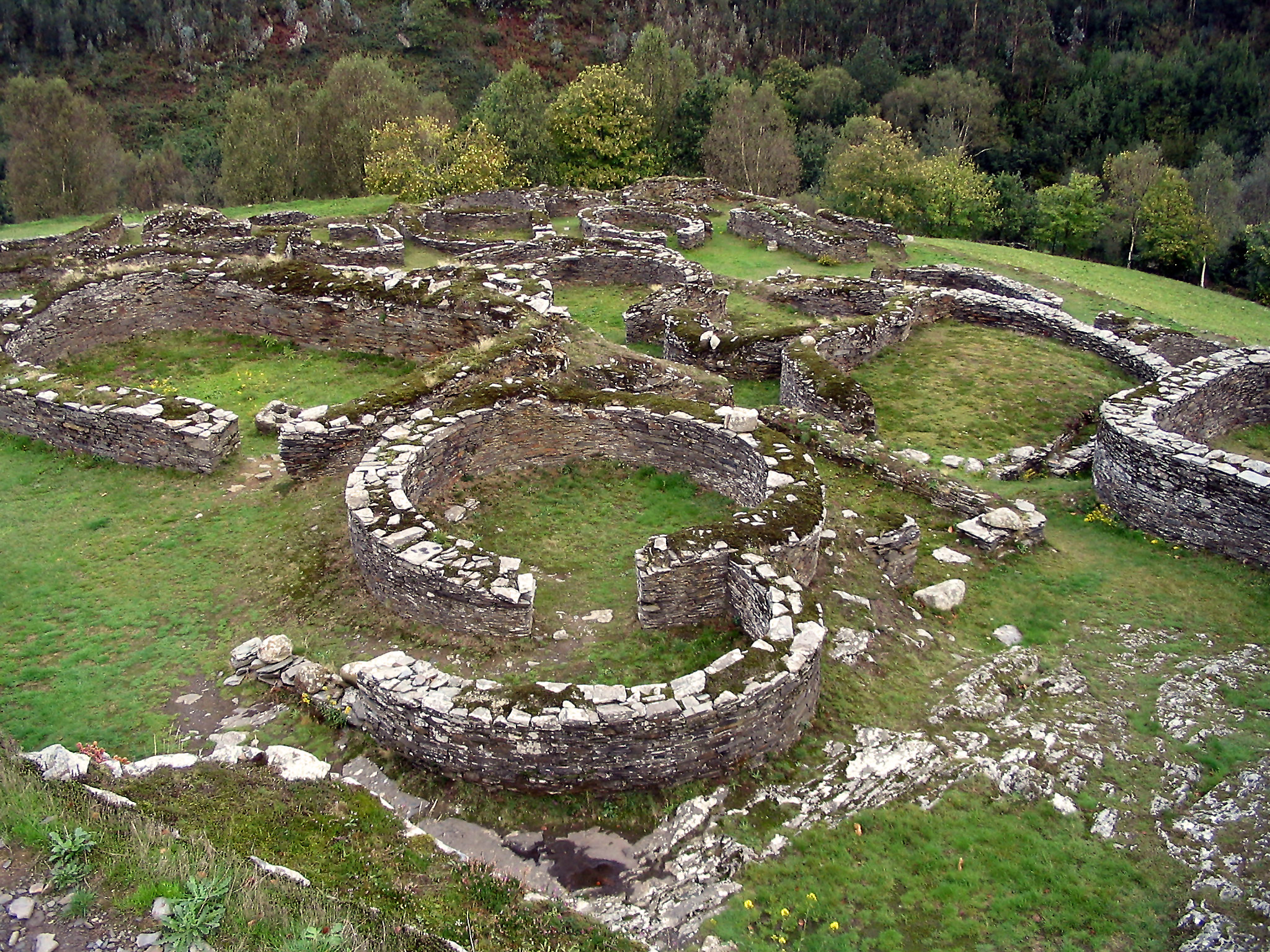
Castro de Coaña (Coaña, Asturies).
Zone archéologique depuis 1931.

La loi du 25 juin 1985 précise la nature des biens immobiliers :
« 1. Pour l'application de la présente loi sont considérés comme biens immeubles, en sus de ceux énumérés à l'article 334 du code civil, les éléments qui peuvent être considérés comme inhérents aux bâtiments et font partie intégrante de ceux-ci ou de son embellissement ou qui en ont fait partie, bien que dans le cas où ils peuvent être séparés, ils constituent un ensemble parfait facilement applicable à d'autres constructions ou pour des usages différents de ceux d'origine, quelle que soit la matière avec laquelle ils sont formés et même si sa séparation ne nuit visiblement pas à la valeur historique ou artistique de l'immeuble auquel ils sont associés.
2. Les biens immeubles qui constituent le patrimoine historique espagnol peuvent être déclarés monuments, jardins, ensembles et sites historiques, ou encore zones archéologiques, tous sont des biens d'intérêt culturel. »
— Article 14 de la loi du 25 juin 1985.
Par ailleurs, l'article 334 du code civil espagnol précise ce qu'il faut entendre par biens immobiliers :
« 1. les terrains, bâtiments, routes et constructions de toutes sortes attachés au sol ;

2. les arbres, plantes et fruits pendants, tant qu'ils sont unis à la terre ou qu'ils font partie intégrantes d'un immeuble ;

3. tout ce qui est attaché à un immeuble d'une manière fixe, de sorte qu'il ne peut en être séparé sans détérioration de la matière ou endommagement de l'objet ;

4. les statues, reliefs, peintures et autres objets d'utilisation ou d'ornementation, placés dans des bâtiments ou hérités par le propriétaire de l'immeuble afin de les unir de façon permanente ;

5. les machines, instruments ou ustensiles destinés par le propriétaire de l'immeuble à la fabrication ou à l'exploitation qui est mis en œuvre dans un bâtiment ou un héritage, et qui concourent directement à satisfaire les besoins de l'exploitation ;

6. les vivariums d'animaux, pigeonniers, ruches, étangs de poissons ou élevages analogues, quand le propriétaire les a placés ou conservés avec l'intention de les maintenir unis à la propriété, de telle sorte qu'ils en font partie de manière permanente ;

7. les engrais destinés à la culture d'une propriété, qui sont dans les terres où elles doivent être utilisés ;

8. les mines, carrières et décharges, tant que la matière est uni au gisement, les eaux vives ou stagnantes ;

9. les barrages et constructions qui, même s'ils sont flottants, dont destinés, par leur objectif et conditions, à stabiliser une rivière, un lac ou un rivage ;

10. les concessions administratives d'ouvrage publics et des servitudes et autres droits réels sur les biens immobiliers. »
— Article 334 du code civil espagnol.

#### Monument historique
Ce sont des immeubles qui constituent des réalisations architecturales, des ouvrages d'art ou des sculptures monumentales qui ont un intérêt historique, artistique, scientifique ou social.

#### Jardin historique
Un jardin historique, selon la loi du 25 juin 1985, est un « espace délimité, produit de l'arrangement par l'homme d'éléments naturels, parfois complété de structures fabriquées, et estimé d'un intérêt lié à son origine ou son histoire ou du fait de ses valeurs esthétiques, sensorielles ou botaniques ».
Les jardins historiques sont pris en compte formellement pour la première fois dans la loi de 1985. Cependant, plusieurs jardins historiques ont fait l'objet d'un classement avant cette loi au titre de monuments historico-artistiques.

#### Ensemble historique
Il s'agit d'un groupe de bâtiments formant un ensemble habité, continu ou dispersé, conditionné par une structure physique représentative de l'évolution d'une communauté humaine et pouvant témoigner de sa culture ou constituer une valeur d'usage et de jouissance pour la collectivité. De manière similaire, constitue un ensemble historique tout noyau individualisé d'immeubles d'une unité supérieure de population qui réunit les mêmes caractéristiques et peut être clairement délimité.

#### Site historique
C'est un lieu ou endroit naturel, lié à des événements ou à des souvenirs du passé, à des traditions populaires, des créations culturelles ou de la nature, et aux œuvres de l'homme, qui possèdent une valeur historique, ethnologique, paléontologique ou anthropologique.

#### Zone archéologique
C'est un lieu ou endroit naturel où existent des biens meubles ou immeubles susceptibles d'être étudiés avec une méthodologie archéologique, qu'ils aient été extraits ou non du sous-sol, en surface ou immergés dans des eaux territoriales espagnoles.

### Biens meubles
L'article 335 du code civil espagnol précise ce qu'il faut entendre par biens meubles :
« Les biens meubles sont les biens susceptibles d'une appropriation qui ne soient pas considérés comme des immeubles, et en général tous les biens qui peuvent être transportés d'un point à un autre sans affecter l'immeuble auquel ils sont attachés. »
— Article 335 du code civil.
La loi ne prévoit pas de catégorisation des biens meubles. On trouve cependant dans l'annuaire des statistiques culturelles du ministère espagnol de la Culture une liste de catégories pour les biens meubles : peinture et dessin, gravure, sculpture, mobilier, tapis et textiles, instruments de musique, instruments et machines, biens archéologiques, biens ethnographiques, patrimoine documentaire, patrimoine bibliographique et divers.

### Patrimoine ethnographique

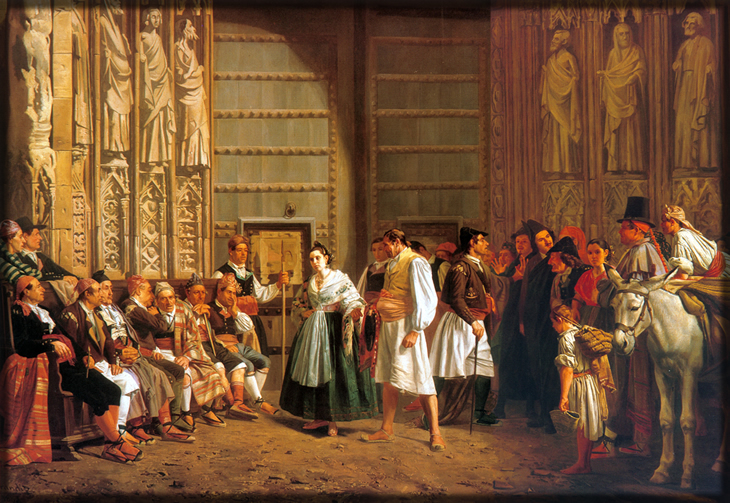
Tribunal des Eaux de Valence, représenté par Bernardo Ferrándiz, 1875.

Font partie du patrimoine ethnographique, les biens meubles, immeubles, connaissances et activités qui relèvent ou ont relevé de la culture traditionnelle du peuple espagnol dans toutes ses facettes matérielles, sociales ou spirituelles.
Les édifices ou installations à caractère ethnographique sont ceux dont le mode constitutif est l'expression de connaissances acquises, enracinées et transmises et dont la réalisation appartient à un type architectural utilisé traditionnellement par les communautés ou groupes humains.
Les biens meubles à caractère ethnographique sont les objets qui constituent la manifestation ou le produit d'activités de travail, esthétiques et ludiques propres à un groupe humain, enracinés et transmis.
Enfin, les connaissances et activités à caractère ethnographique proviennent de modèles ou techniques traditionnels et utilisés par une communauté précise. Dans le cas où ces connaissances ou activités sont susceptibles de disparaître, il est demandé à l'administration de prendre les mesures adéquates pour l'étude et la documentation scientifique de ces connaissances ou activités.
Le Tribunal des eaux de la plaine de Valence a été inscrit en octobre 2009 par l'UNESCO, conjointement avec le Conseil des bons hommes de la plaine de Murcie, au patrimoine culturel immatériel sous le titre « Les tribunaux d’irrigants du bassin méditerranéen espagnol : le Conseil des bons hommes de la plaine de Murcie et le Tribunal des eaux de la plaine de Valence ». Le Comité intergouvernemental de sauvegarde du patrimoine culturel immatériel considère que ces tribunaux d'irrigants « assurent la cohésion des communautés traditionnelles, veillent à la complémentarité des métiers (gardiens, inspecteurs, émondeurs...), et contribuent à la transmission orale des savoir-faire d’irrigation qui sont issus d’échanges culturels anciens ainsi que d’un lexique spécialisé riche en arabismes. Ils sont les dépositaires d’une identité locale et régionale de longue durée et de grande importance pour les habitants ».

### Patrimoine documentaire et bibliographique
Il se compose des documents réunis ou non dans des archives et bibliothèques, ainsi que ces mêmes archives et bibliothèques, qui remplissent les conditions requises par le titre VII de la loi 16/1985 (Del Patrimonio Documental y Bibliográfico y de los Archivos, Bibliotecas y Museos).

## Les déclarations de biens

### Déclaration de bien d'intérêt culturel

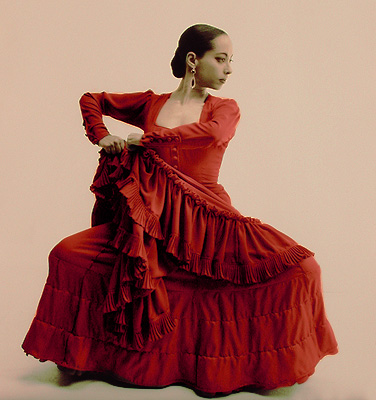
Belén Maya, danseuse de flamenco. Le flamenco est inscrit dans le Registre général des biens culturels de la Région de Murcie établi par la Direction générale des beaux-arts et du patrimoine culturel de la région autonome de Murcie.

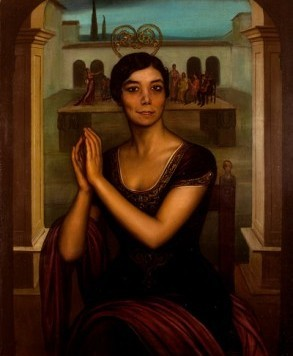
La Niña de los Peines.

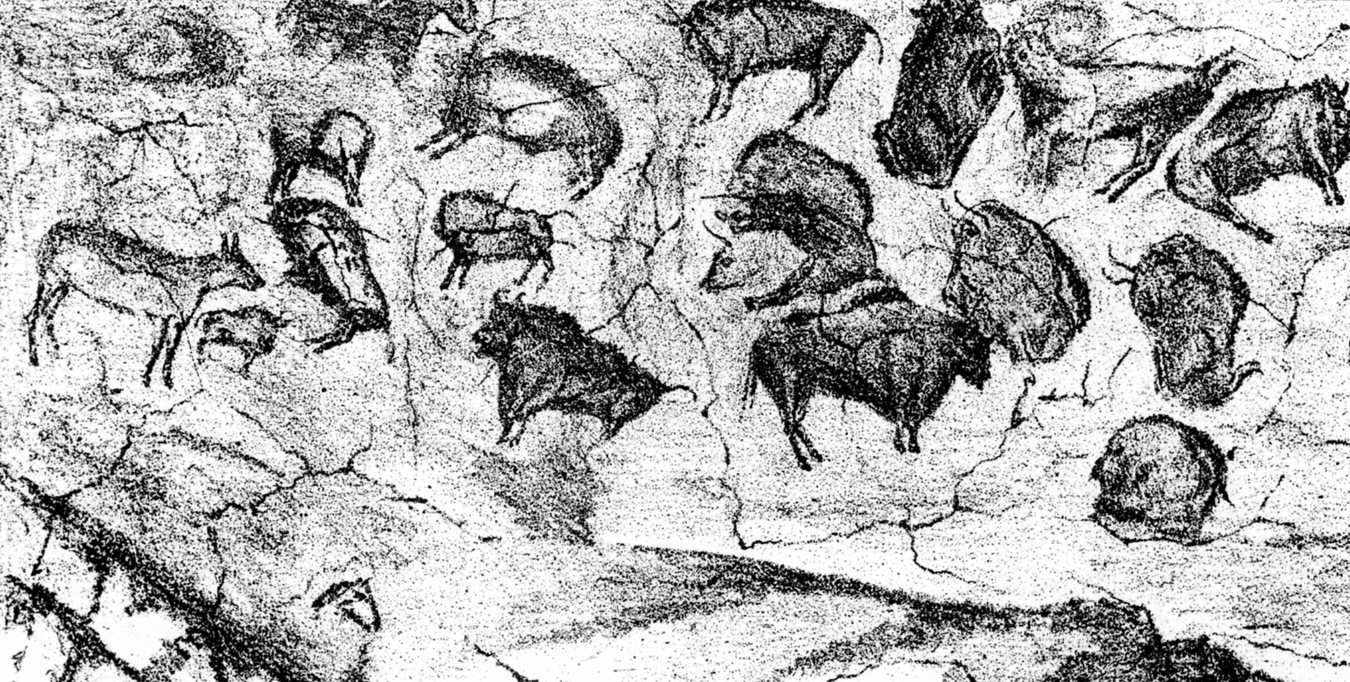
Les grottes d'Altamira, bien d'intérêt culturel au titre de l'art pariétal (premier relevé du plafond aux polychromes d'Altamira, publié par M. Sanz de Sautuola en 1880).

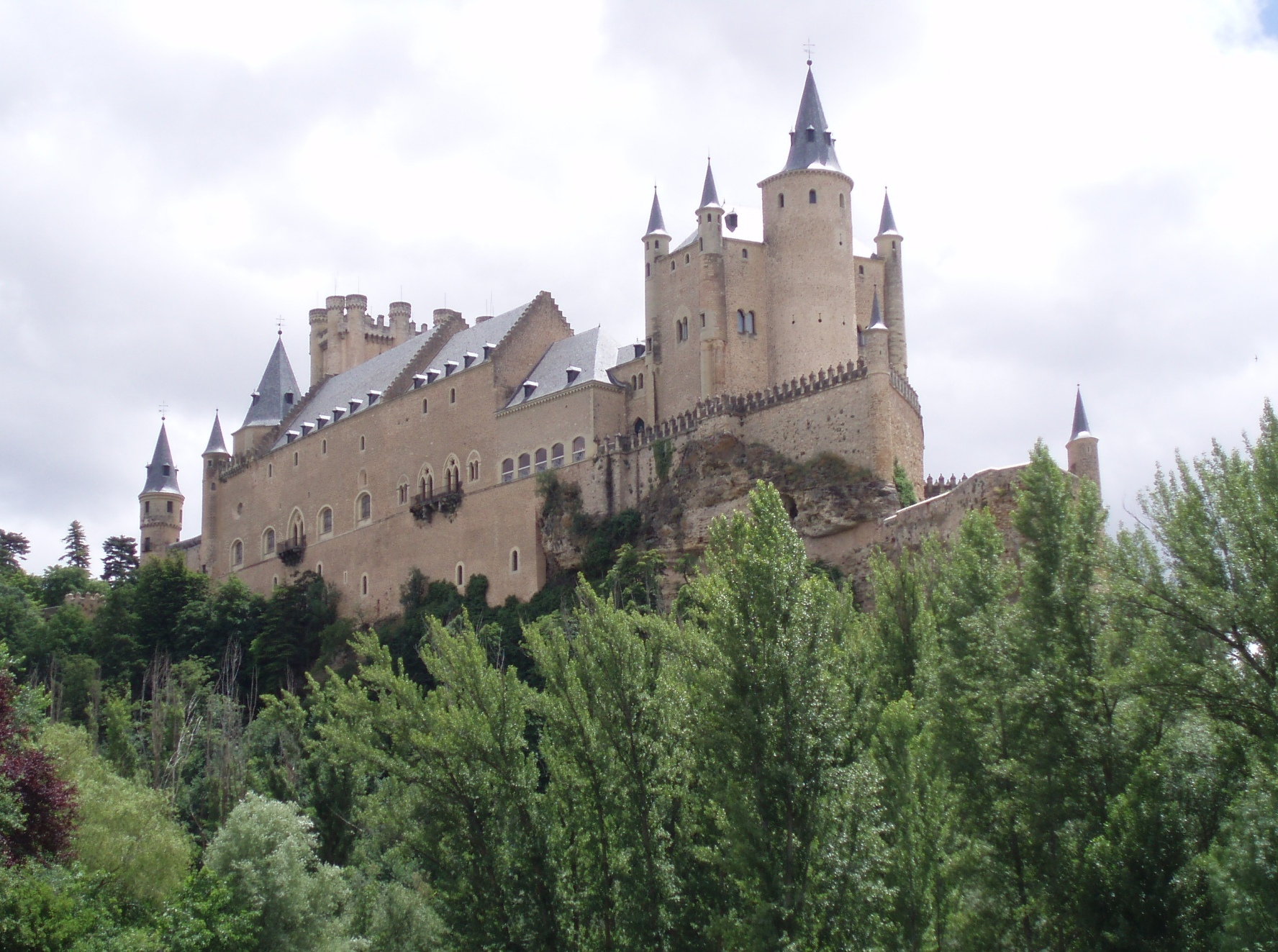
Alcázar de Ségovie reconnu BIC depuis 1931.

Conformément aux dispositions de la loi 16/1985, pour qu'un élément patrimonial fasse partie du registre général des biens d'intérêt culturel, la procédure doit être initiée d'office par l'autorité compétente dans chaque cas (même si cela peut être fait à la demande d'institutions ou d'individus). Une fois la procédure formellement engagée, le régime de protection des biens d'intérêt culturel s'applique au bien à titre provisoire.
La procédure se conclut par un accord, soit du conseil de gouvernement de la communauté autonome par l'intermédiaire d'un décret (si cette compétence a bien été transférée), soit du conseil de ministres sur proposition du ministre de la Culture par l'intermédiaire d'un décret royal.
C'est ainsi par exemple que le flamenco, patrimoine culturel immatériel ethnologique andalou, est également inscrit à l'Inventaire général de biens meubles de la région de Murcie établi par la direction générale des Beaux-arts et Biens culturels,.
En 1996, lors de la IX Biennale de Flamenco, le gouvernement autonome andalou a déclaré la voix de La Niña de los Peines comme bien d'intérêt culturel.
Dans certains cas, et en application de la loi, sont déclarés automatiquement biens d'intérêt culturel les sites préhistoriques disposant d'art pariétal et les châteaux d'Espagne et leurs ruines.

### Traitement de la déclaration
La déclaration d'un bien comme bien d'intérêt culturel, exige le traitement d'une procédure qui inclut toute une série de documents et d'informations précises sur les biens à déclarer.

#### Justification de la déclaration de valeur
- Valeur historico-artistique : se réfère au patrimoine traditionnel, valeur marché de l'antiquité.
- Valeur artistique : l'esthétique est ce qui est défini par le style. Nous devons avoir une connaissance des styles (comme l'éclectisme, l'architecture traditionnelle...).
- Valeur typologique : comme élément de classification, par exemple, les églises (circular, longitudinal, de salón…), dans le cas des maisons, nous trouvons la maison traditionnelle chrétienne ou mudéjare (maison-cour) des XVIe – XIXe siècles, à partir de là on trouve des sous-types dépendant de l'organisation, au XIXe siècle on rencontre les logements collectifs et individuels.
- Valeur urbaine : influence du lieu où on se situe, coteau, place, entre des rues étroites, etc. associé à la valeur d'image (paramètre ajouté récemment).
- Valeur d'image ou paysagère.
- Valeur identitaire : c'est une valeur qui a été ajouté récemment, en relation avec l'importance que revêt l'immeuble pour la société comme élément significatif et identitaire.

#### Description et analyse de l'immeuble
Il s'agit de la description physique des matériaux utilisés, de la typologie du bien, des fondations, de la couverture, des espaces (localisation des pièces), etc. Il s'agit d'une description littérale. Trois parties doivent être prises en compte : la volumétrie, la typologie et les matériaux. Il est nécessaire, de plus, de spécifier les différentes parties du bien, ainsi que les dépendances s'il y en a.

#### Déclaration d'une zone de protection
La déclaration de la zone de protection du BIC n'apparaît pas avant 1985. La zone de protection ne concerne pas uniquement le bien seul, mais tout l'espace qui l'entoure.
Les aspects suivants doivent être précisés pour la détermination de la zone de protection :
- Analyse de l'évolution de la zone, de son fonctionnement et de sa configuration.
- Valeur d'image : relation qui s'établit entre l'immeuble et les édifices adjacents, aspect visuel de la zone.
- Description de la zone : description littérale de l'immeuble et énumération (quartier, parcelle, rue et n° dans la rue).

#### Liste des biens meubles
Les critères d'évaluation ont varié dans le temps. À l'origine, n'étaient pris en compte que les biens remarquables, puis il y a eu la volonté de tout retenir, mais il s'est avéré difficile de tenir cette position, aujourd'hui on est revenu à une sélection liée à la valeur du bien.
Il est nécessaire de justifier les biens qui doivent être protégés. Au XXIe siècle, presque tous les biens meubles font partie d'un inventaire, de sorte que le travail, tant textuel, qu'iconographique, est essentiellement bibliographique, les fiches comprennent l'analyse des matériaux, la technique, la chronologie, le degré de conservation, etc.

#### Données sur les biens

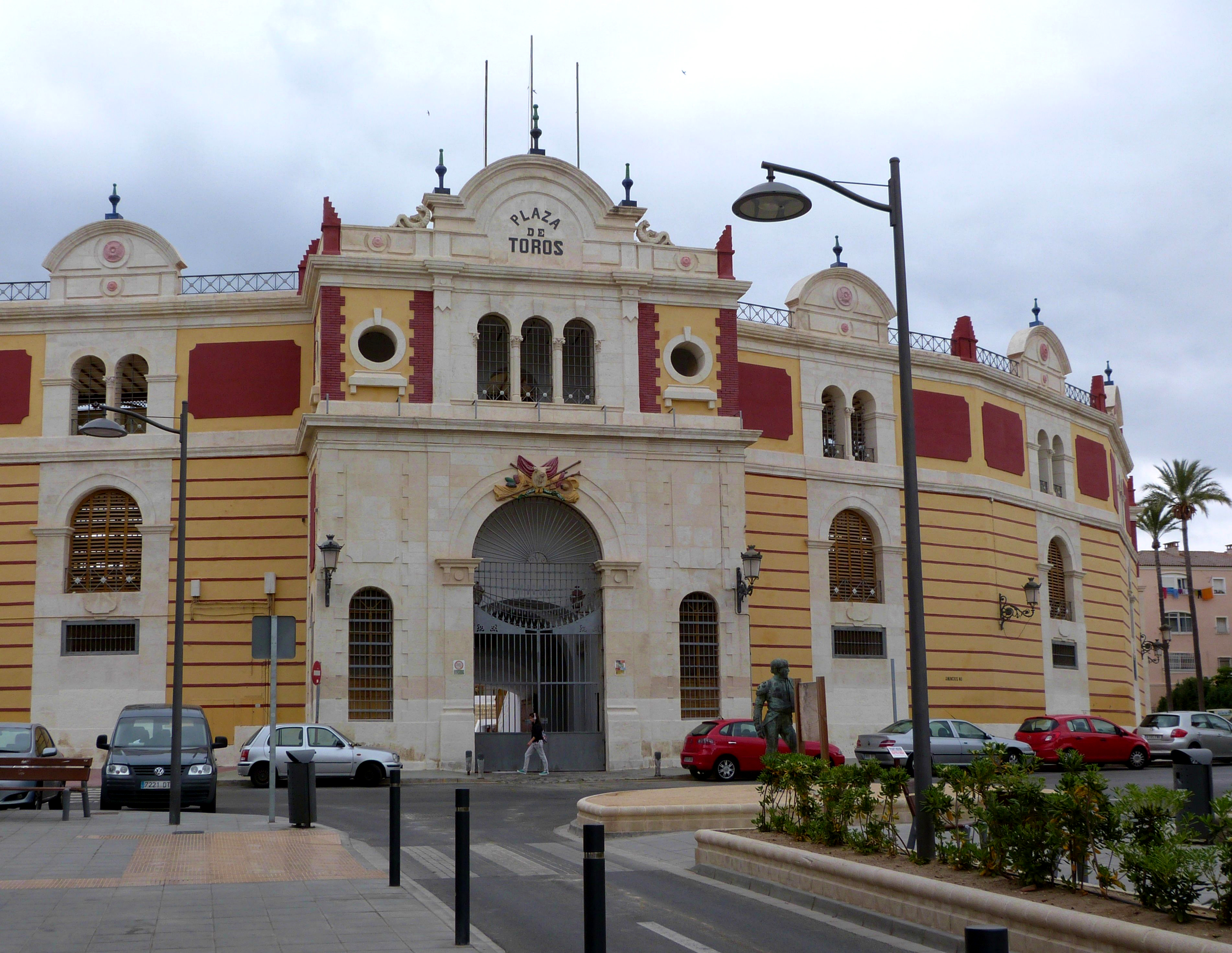
Les arènes d'Almería, déclarées Bien d'intérêt culturel en 2021.

- Données historiques et d'époque : toute l'histoire du bien. C'est un travail principalement bibliographique.
- Style : distinguer les différents styles des immeubles (en les situant dans le contexte).
- Auteur : dans de nombreux cas l'auteur de l'œuvre est inconnu.
- Bibliographie et fonds documentaires : travail scientifique et méthodologique, livres consultés.
- État de la conservation : ici il y a lieu d'avoir recours à un architecte (état de l'édifice, priorité d'intervention, interventions historiques).
- Usage de l'immeuble.
- Observations.
- Analyse de la planification municipale ou territoriale :
  - Analyse de la planification en vigueur.
  - Analyse de la réglementation : qui l'a établi ?
  - Proposition d'amélioration de la réglementation.
  - Liste des immeubles concernés par la zone de protection.

### Déclaration générique

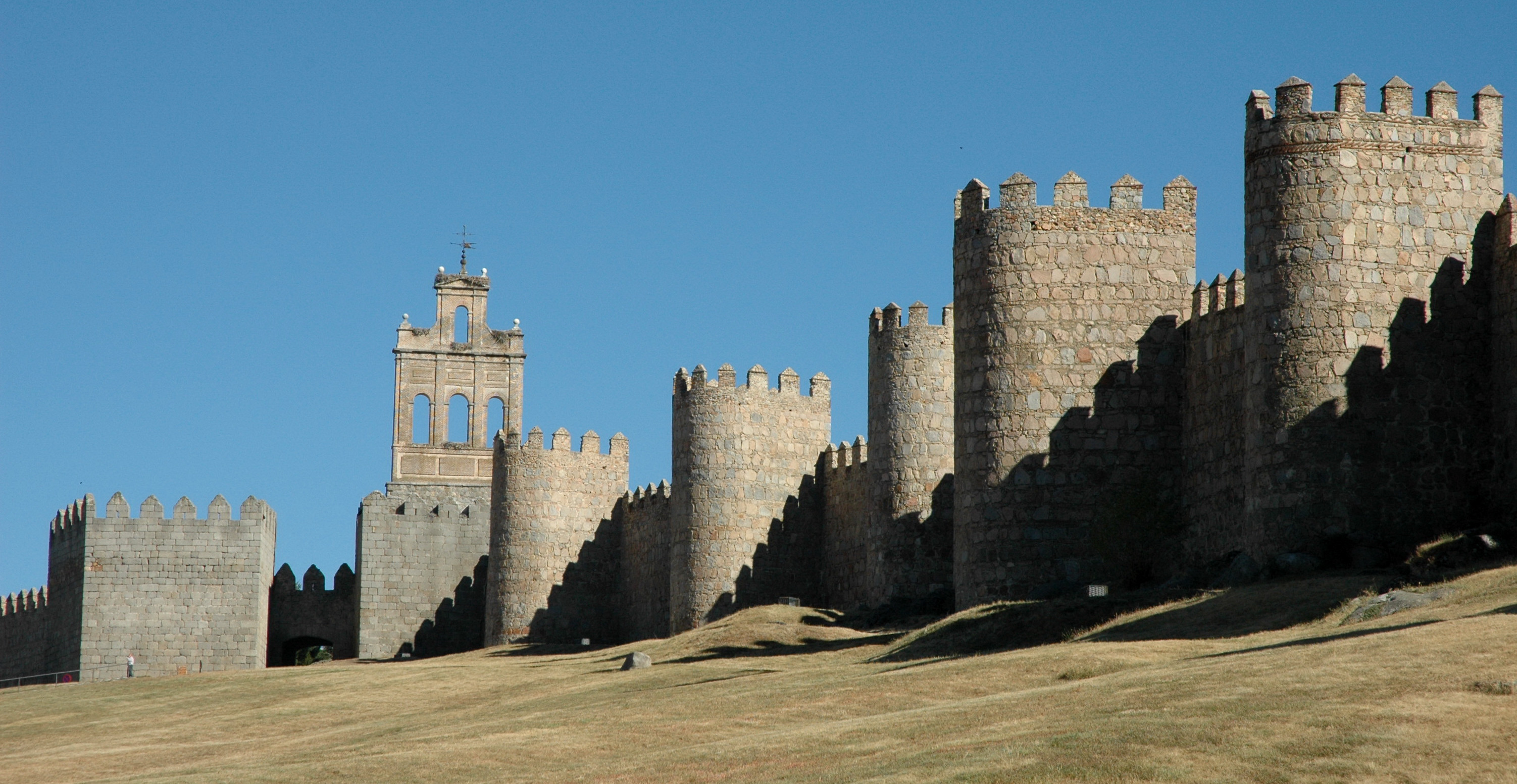
La muraille d'Ávila, reconnue BIC en 1884.

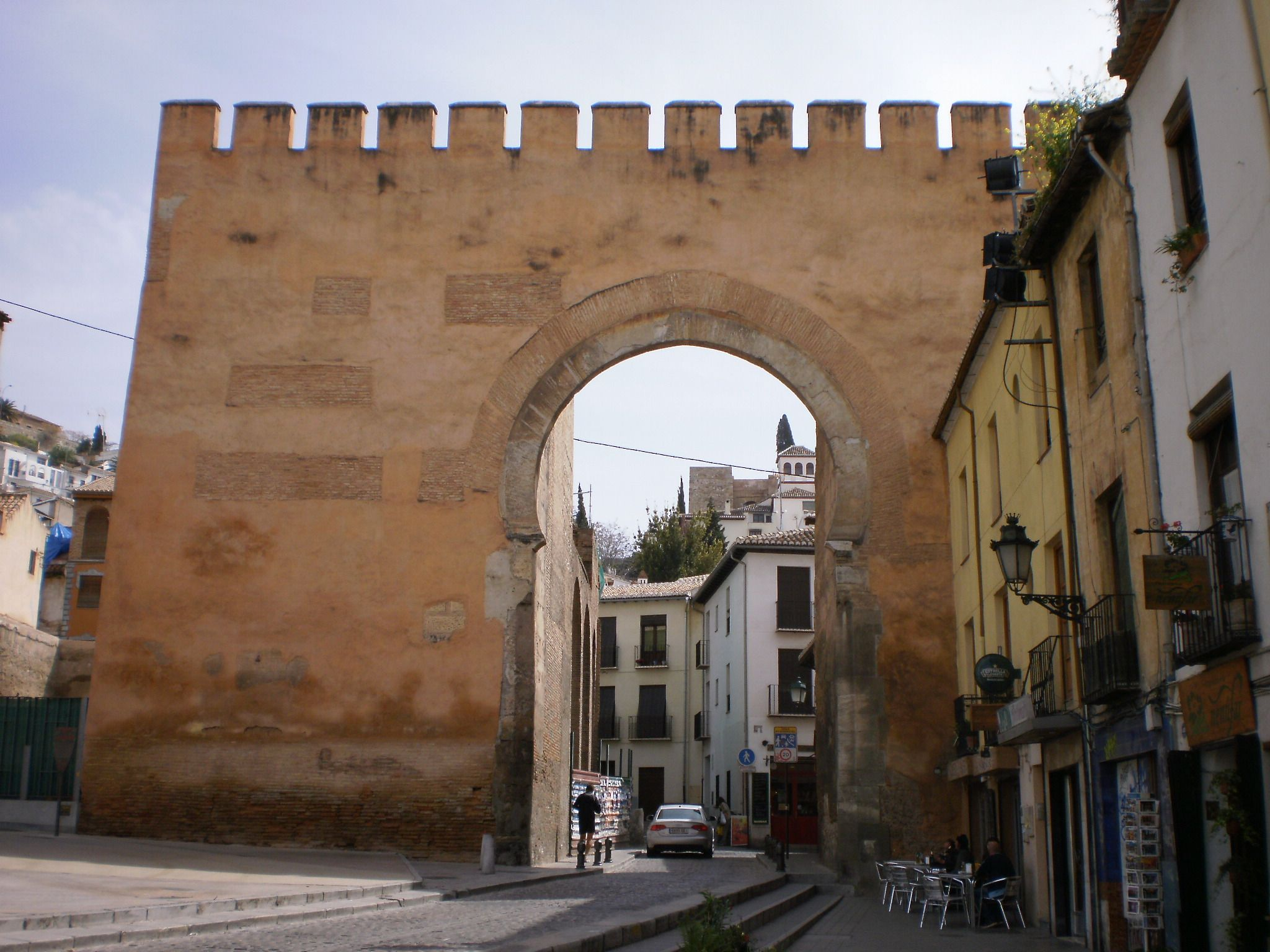
La porte d'Elvira, à Grenade, reconnue BIC en 1896.

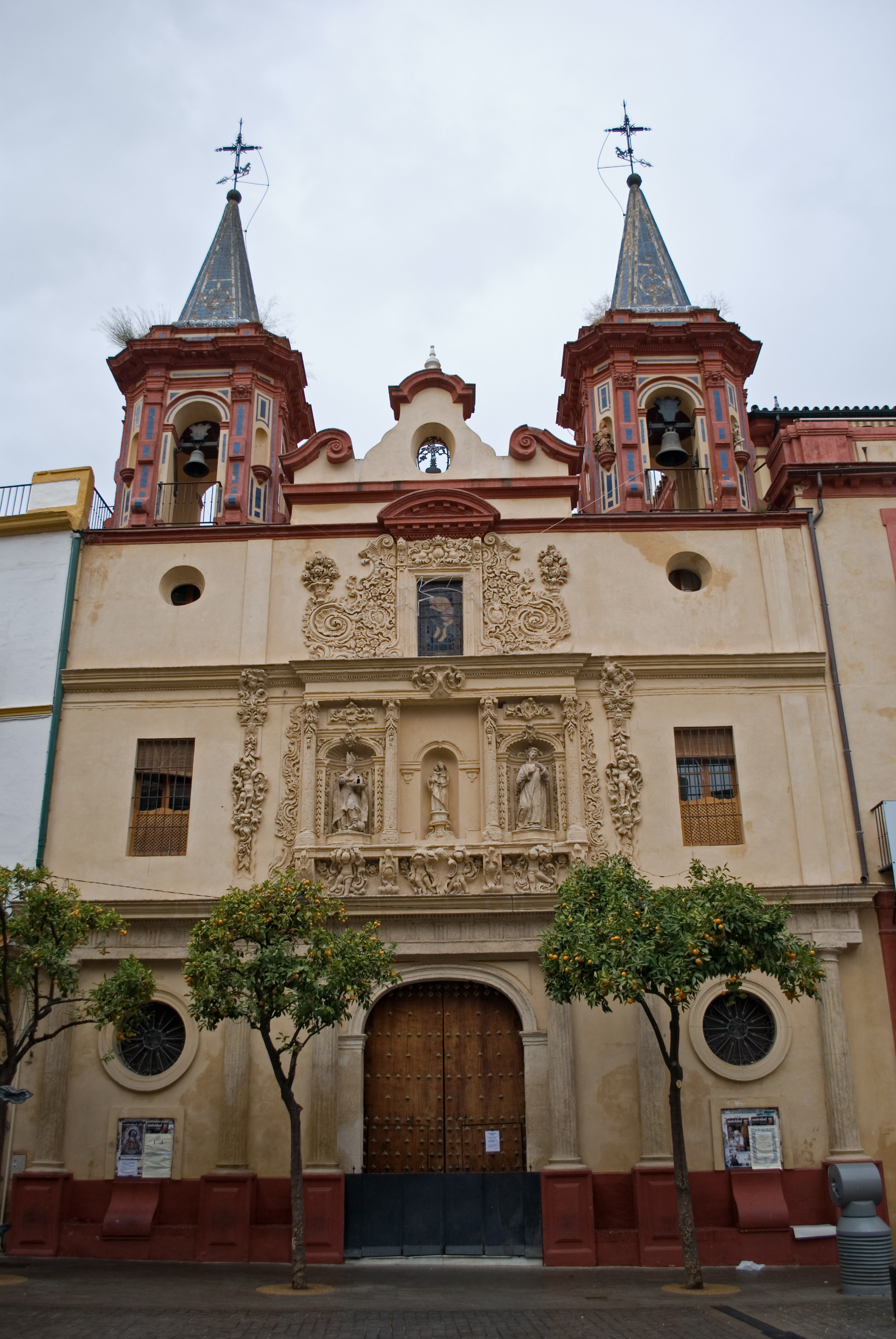
Hôpital de Notre-Dame de la Paix de Séville, reconnu BIC en 1981.

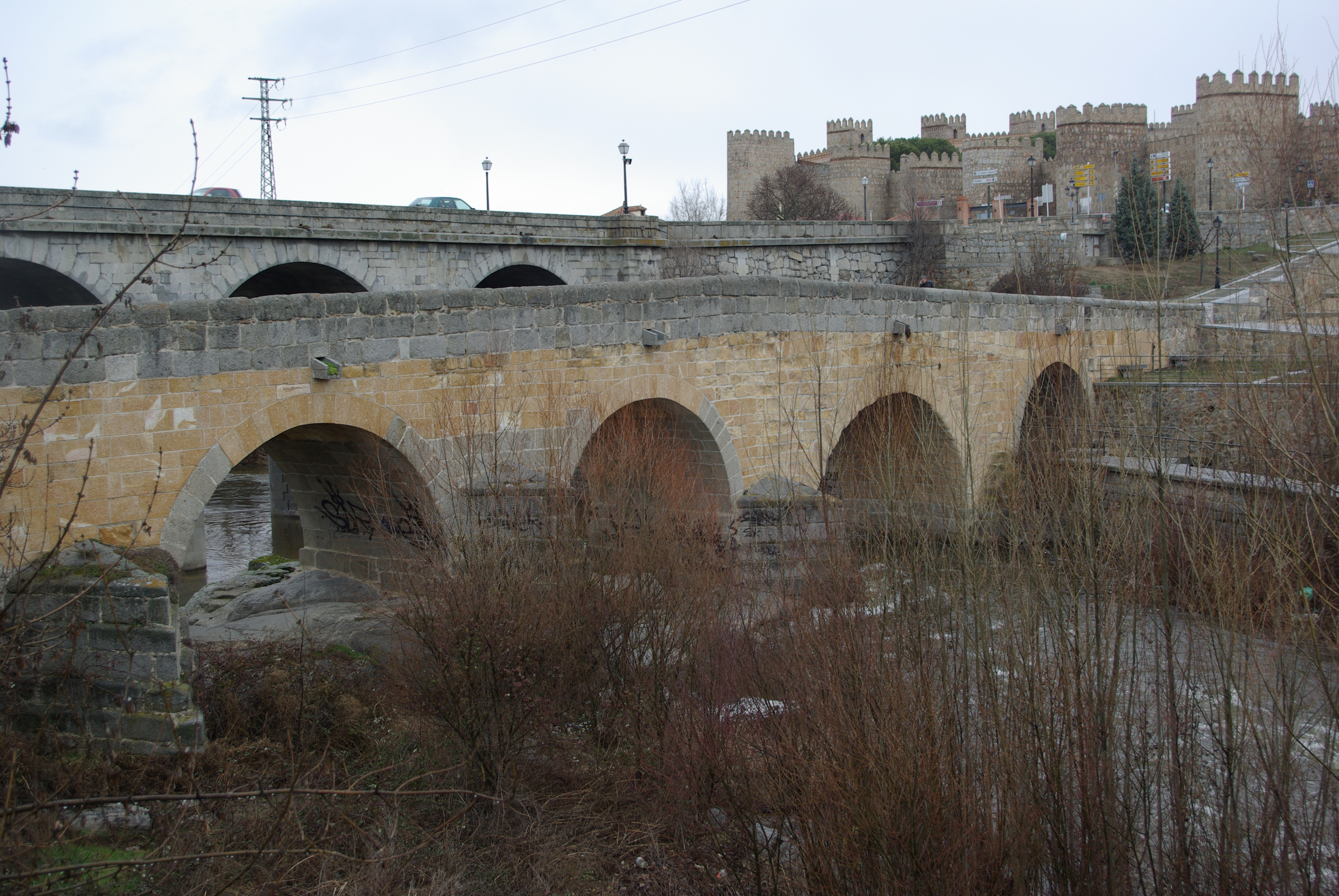
Le pont romain d'Ávila, reconnu BIC en 1983.

En plus de la déclaration individuelle d'un bien, il existe en Espagne une déclaration générique qui s'étend depuis 1949 à toutes les constructions défensives comme les châteaux forts, les murailles, les donjons, etc. Cette protection a été étendue postérieurement à d'autres biens cités dans la disposition additionnelle de la loi actuelle qui indique :
« Sont considérés également d'intérêt culturel et sont soumis au régime prévu par la présente loi, les biens cités par les décrets du 22 avril 1949, 571/1963 et 499/1973. »
— Disposition additionnelle n°2 de la loi du 25 juin 1985.
- Le décret du 22 avril 1949 se réfère à tous les châteaux d'Espagne et s'étend à tous les éléments à caractère défensif[23].
- Le décret 571/1963 du 14 mars 1963 se réfère aux écus, emblèmes, pierres héraldiques, rollos de justicia, croix de chemins et pièces similaires de plus de 100 ans présentant un intérêt historico-artistique[24].
- Le décret 499/1973 du 22 février 1973 se réfère à des constructions comme les hórreos (greniers) ou cabazos, existants aux Asturies et en Galice de plus de 100 ans.

## Présentation des textes législatifs

### La loi du 25 juin 1985
Comme on l'a vu précédemment, la loi 16/1985 du 25 juin 1985 est aujourd'hui le texte central relatif aux biens d'intérêt culturel en Espagne. La loi comporte 9 titres et au total 79 articles :
- Titre préliminaire : Dispositions générales
- Titre 1 : De la déclaration des biens d'intérêt culturel
- Titre 2 : Des biens immeubles
- Titre 3 : Des biens meubles
- Titre 4 : Sur la protection des biens meubles et immeubles
- Titre 5 : Du patrimoine archéologique
- Titre 6 : Du patrimoine ethnographique
- Titre 7 : Du patrimoine documentaire et bibliographique et des archives, bibliothèques et musées
  - Chapitre 1 : Du patrimoine documentaire et bibliographique - Chapitre 2 : Des archives, bibliothèques et musées
- Titre 8 : Des moyens de développement
- Titre 9 : Des infractions administratives et ses sanctions

### Le décret du 10 janvier 1986
Le décret 111/1986 du 10 janvier 1986 est un décret d'application de la loi de 1985. Il comporte 4 titres, 14 annexes et au total 66 articles :
- Titre 1 : Des organes associés
  - Chapitre 1 : Conseil du patrimoine historique (Consejo del Patrimonio Histórico) - Chapitre 2 : Agence de qualification, valorisation et exportation des biens du patrimoine historique espagnol (Junta de Calificación, Valoración y Exportación de Bienes del Patrimonio Historico Español) - Chapitre 3 : Institutions consultatives
- Titre 2 : Des instruments administratifs
  - Chapitre 1 : Déclaration de bien d'intérêt culturel - Chapitre 2 : Registre général des biens d'intérêt culturel - Chapitre 3 : Inventaire général des biens meubles - Chapitre 4 : Inclusion de biens dans l'inventaire général - Chapitre 5 : Exclusion de biens dans l'inventaire général - Chapitre 5 : Exclusion de biens de l'inventaire général - Chapitre 6 : Élaboration du recensement des biens relatifs au patrimoine documentaire et du catalogue collectif des biens relatifs au patrimoine bibliographique
- Titre 3 : De la transmission et de l'exportation de biens du patrimoine historique espagnol
  - Chapitre 1 : Cession (enajenación) - Chapitre 2 : Exportation - Chapitre 3 : De la spoliation du patrimoine historique espagnol
- Titre 4 : Des moyens de développement

## Codification et catalogage des biens

### Codification

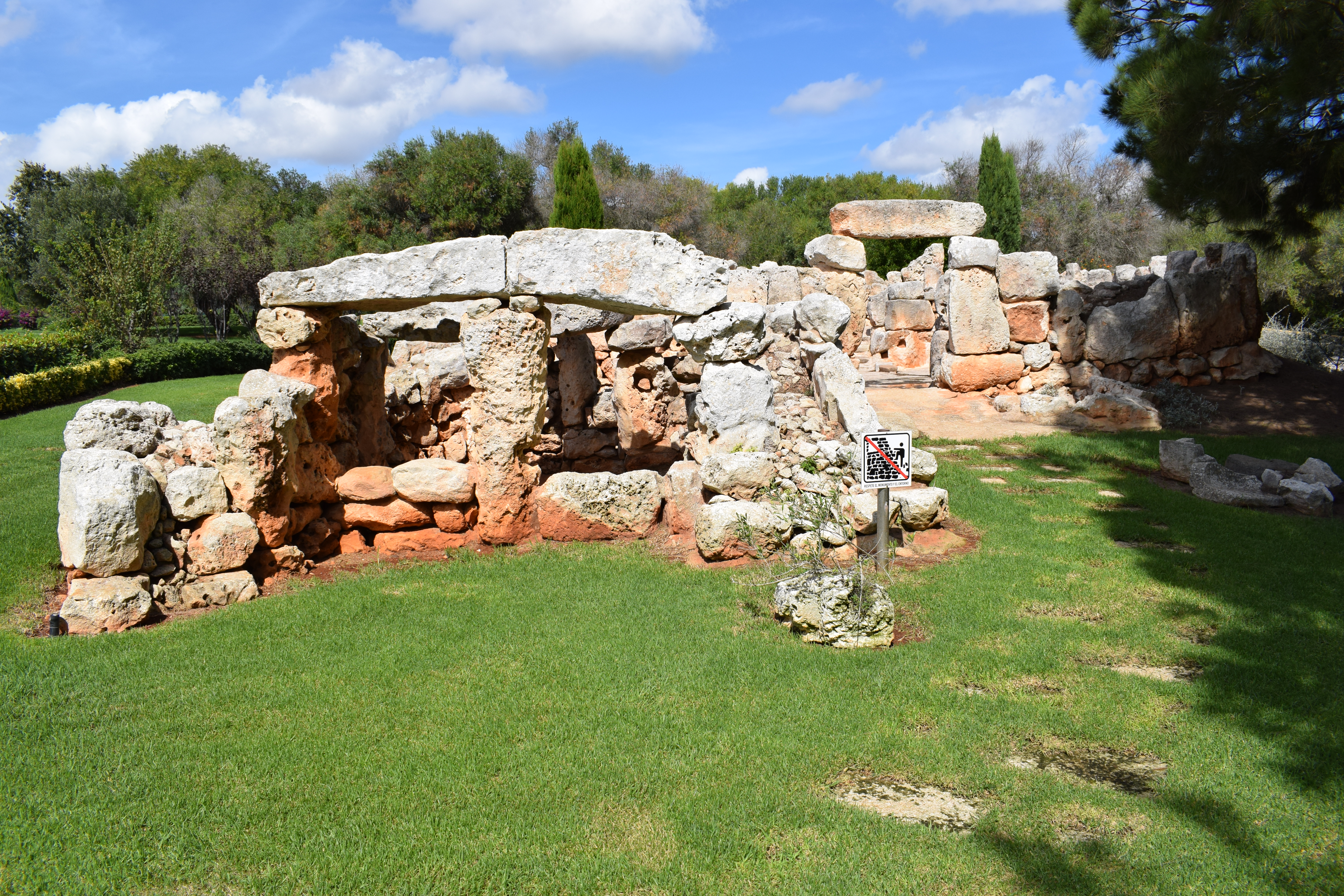
Biniparratx Petit, ancien village talayotique de Minorque, référencé RI-55-0000677.

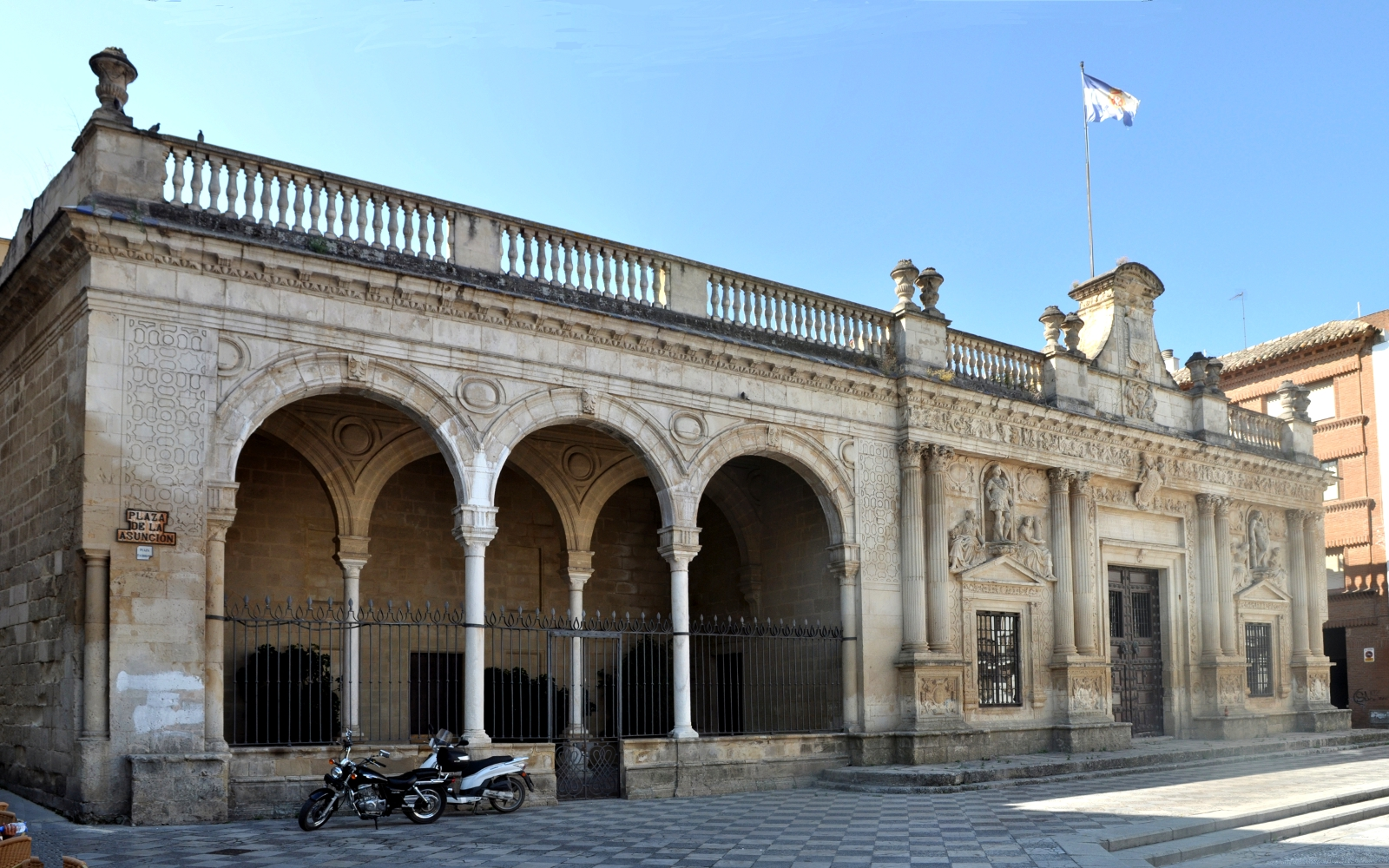
Ancien hôtel de ville de Jerez de la Frontera, référencé RI-51-0001135.

Tous les biens d'intérêt culturel immeubles sont dotés d'un code du type R.I.-XX-YYYYYYY-00000 ou A.R.I.-XX-YYYYYYY-00000.
Signification :
- R.I., enregistrement définitif et A.R.I. enregistrement provisoire[26] ;
- les deux premiers chiffres indiquent le type de bien ;
- les sept suivants sont le code d'identification du bien ;
- enfin, les cinq derniers permettent d'identifier des parties distinctes d'un même bien, le plus souvent on aura cinq zéro.

Type de bien :
- AR : Archives
- BI : Bibliothèques
- MU : Musées
- 51 : Monument historique
- 52 : Jardin historique
- 53 : Ensemble historique
- 54 : Site historique
- 55 : Zone archéologique
- 56 : Restauration architecturale

Il existe de plus des biens qui ne disposent pas d'un code BIC mais qui sont gérés par des déclarations génériques, comme les châteaux, les croix en pierre (calvaires), les greniers, etc.
Les biens d'intérêt culturel meubles sont également dotés d'un code qui est soit I.M. (Inventaire général des biens meubles), soit R.M. (Catalogue des biens d'intérêt culturel).

### Catalogues des BIC
Il existe plusieurs bases de données sur le patrimoine culturel de l'Espagne. Deux bases de données ou catalogues (en espagnol registro), l'une pour les biens d'intérêt culturel immobiliers, l'autre pour les biens meubles sont gérées par le ministère de la culture. Ces deux bases correspondent aux bases Mérimée et Palissy pour le patrimoine culturel français.
D'autres catalogues, parfois plus détaillés, sont gérés directement par des communautés autonomes.

## Statistiques du ministère de la Culture
L'annuaire des statistiques culturelles publié annuellement par le ministère espagnol de la Culture permet de répartir les biens d'intérêt culturels inscrits au patrimoine culturel espagnol par catégorie et par communauté autonome.

### Biens immobiliers
Dans l'annuaire des statistiques culturelles, les biens immobiliers sont répartis en fonction des catégories reconnues par la loi 16/1985, à savoir monuments, jardins, ensembles et sites historiques et zones archéologiques (données 2015).
| Communauté autonome       | Monuments | Jardins historiques | Ensembles historiques | Sites historiques | Zones archéologiques | Total  |
| ------------------------- | --------- | ------------------- | --------------------- | ----------------- | -------------------- | ------ |
| Andalousie                | 2 819     | 16                  | 167                   | 54                | 335                  | 3 391  |
| Aragon                    | 648       | 0                   | 68                    | 22                | 69                   | 807    |
| Asturies                  | 312       | 0                   | 32                    | 25                | 19                   | 388    |
| Îles Baléares             | 2 150     | 10                  | 44                    | 22                | 837                  | 3 063  |
| Îles Canaries             | 361       | 12                  | 61                    | 62                | 148                  | 644    |
| Cantabrie                 | 202       | 4                   | 24                    | 6                 | 57                   | 293    |
| Castille-et-León          | 1 002     | 5                   | 177                   | 22                | 191                  | 1 397  |
| Castille-La Manche        | 687       | 0                   | 38                    | 11                | 71                   | 807    |
| Catalogne                 | 2 116     | 6                   | 93                    | 36                | 129                  | 2 380  |
| Estrémadure               | 208       | 1                   | 43                    | 17                | 21                   | 290    |
| Galice                    | 629       | 6                   | 50                    | 68                | 14                   | 767    |
| La Rioja                  | 112       | 1                   | 8                     | 58                | 3                    | 182    |
| Communauté de Madrid      | 389       | 24                  | 21                    | 7                 | 47                   | 488    |
| Région de Murcie          | 463       | 0                   | 13                    | 14                | 43                   | 533    |
| Navarre                   | 146       | 0                   | 19                    | 5                 | 21                   | 191    |
| Com. auto. du Pays basque | 268       | 0                   | 16                    | 0                 | 3                    | 287    |
| Communauté valencienne    | 994       | 6                   | 43                    | 28                | 215                  | 1 286  |
| Ceuta                     | 41        | 0                   | 52                    | 0                 | 3                    | 96     |
| Melilla                   | 11        | 0                   | 1                     | 0                 | 0                    | 12     |
| Total                     | 13 558    | 91                  | 970                   | 457               | 2 226                | 17 302 |

### Biens meubles
La loi 16/1985 ne prévoit par de catégories particulières pour les biens meubles. Les catégories présentées ci-dessous sont issues directement de l'annuaire des statistiques culturelles (données 2015).
| Communauté autonome       | Peinture Dessin | Gravure | Sculpture | Mobilier | Tapis Textiles | Instruments de musique | Instruments Machines | Biens archéo. | Biens ethno. | Patrimoine docum. | Patrimoine biblio. | Autres | Total   |
| ------------------------- | --------------- | ------- | --------- | -------- | -------------- | ---------------------- | -------------------- | ------------- | ------------ | ----------------- | ------------------ | ------ | ------- |
| Andalousie                | 1 962           | 129     | 1 655     | 1 093    | 517            | 22                     | 370                  | 96            | 1            | 70                | 109                | 2 204  | 8 228   |
| Aragon                    | 33              | 1       | 2         | 2        | 0              | 0                      | 0                    | 0             | 1            | 3                 | 0                  | 0      | 42      |
| Asturies                  | 535             | 4       | 117       | 43       | 1              | 1                      | 0                    | 0             | 0            | 4                 | 2                  | 26     | 733     |
| Îles Baléares             | 1 054           | 45      | 79        | 283      | 25             | 21                     | 7                    | 2             | 1            | 22                | 19                 | 232    | 1 790   |
| Îles Canaries             | 633             | 30      | 741       | 312      | 27             | 16                     | 6                    | 0             | 0            | 3                 | 4                  | 296    | 2 068   |
| Cantabrie                 | 9               | 0       | 1         | 1        | 0              | 15                     | 0                    | 1             | 0            | 2                 | 0                  | 1      | 30      |
| Castille-et-León          | 846             | 1       | 2 611     | 1 688    | 57             | 7                      | 6                    | 14            | 0            | 2                 | 0                  | 498    | 5 730   |
| Castille-La Manche        | 4 742           | 726     | 3 595     | 3 335    | 1 751          | 119                    | 62                   | 0             | 1            | 29                | 259                | 5 934  | 20 553  |
| Catalogne                 | 5 229           | 253     | 5 738     | 3 018    | 2 668          | 283                    | 3 067                | 65            | 78           | 3 420             | 69                 | 7 545  | 31 433  |
| Estrémadure               | 34              | 0       | 95        | 95       | 9              | 4                      | 0                    | 2             | 0            | 2                 | 1                  | 47     | 289     |
| Galice                    | 4 022           | 112     | 513       | 47       | 2              | 1                      | 11                   | 0             | 1            | 11                | 204                | 188    | 5 112   |
| La Rioja                  | 71              | 0       | 15        | 0        | 0              | 0                      | 0                    | 0             | 0            | 0                 | 0                  | 0      | 86      |
| Communauté de Madrid      | 4 210           | 118     | 1 015     | 195      | 152            | 41                     | 52                   | 12            | 1            | 58                | 8                  | 960    | 6 822   |
| Région de Murcie          | 889             | 13      | 1 333     | 1 216    | 519            | 46                     | 37                   | 2             | 4            | 6                 | 11                 | 1 210  | 5 286   |
| Navarre                   | 2 390           | 199     | 4 680     | 2 516    | 148            | 34                     | 27                   | 347           | 2            | 125               | 1 047              | 1 865  | 13 380  |
| Com. auto. du Pays basque | 22              | 1       | 1         | 60       | 4              | 0                      | 6                    | 0             | 0            | 14                | 3                  | 17     | 128     |
| Communauté valencienne    | 4 791           | 10      | 28        | 120      | 30             | 3                      | 22                   | 3             | 0            | 17                | 3                  | 172    | 5 199   |
| Ceuta                     | 1               | 0       | 0         | 0        | 0              | 0                      | 0                    | 0             | 0            | 0                 | 0                  | 0      | 1       |
| Indéfini                  | 609             | 216     | 197       | 222      | 35             | 30                     | 12                   | 7             | 0            | 23                | 12                 | 388    | 1 751   |
| Total                     | 31 119          | 1 853   | 22 267    | 14 317   | 6 037          | 658                    | 3 685                | 549           | 89           | 3 808             | 1 550              | 21 659 | 107 591 |

Abréviations du tableau : Biens archéologiques, Biens ethnographiques, Patrimoine documentaire, Patrimoine bibliographique.